# 北区 (東京都)
北区（きたく）は、東京都の区部北部に位置する特別区。

## 地理
東京23区の北部に位置し、東西に約2.9km、南北に約9.3kmと南北に細長い形状で、面積は20.59平方キロメートルと東京23区中第11位。
北は荒川および荒川放水路を隔てて埼玉県川口市、戸田市に、東は荒川区と隅田川を隔てて足立区に、西は板橋区に、南は文京区、豊島区に接する。なお、区南端から台東区の区界までは100m程の近距離にある。
田端の大部分と中里の一部はJR山手線の内側に位置する。都県境に接しつつ山手線内のエリアを共有しているのは、23区では唯一である。
明治通り、環七通り（東京都道318号環状七号線）、環八通り（東京都道311号環状八号線）、中山道、本郷通りという幹線道路が通っており、千代田区などの都心へのアクセスは比較的便利である。また、JRの駅数が23区中で最も多く（10駅）、区内のほとんどの住宅地が駅からの徒歩圏内にある。特に区北部に位置する赤羽駅はJRが4路線乗り入れる交通の結節点である。
北区は地理的に概ね、東北本線（宇都宮線・京浜東北線）を境に南西側は武蔵野台地の北東端にあたり、北東側は荒川の沖積平野にある。

### 河川・湖沼
- 河川
  - 荒川
  - 新河岸川
  - 隅田川
  - 石神井川（音無川）
  - 谷田川 - 明治時代より暗渠になっている。
  - 稲付川（北耕地川）
  - 谷端川 - かつて、区内では滝野川付近を流れていた河川。学校、公園名に名残がある。
  - 王子分水 - 幕末に千川上水から、現在の滝野川6-9-1（明治通り）の位置で分水され王子方面に掘削された上水。
- 湖沼
  - 浮間ヶ池

## 人口

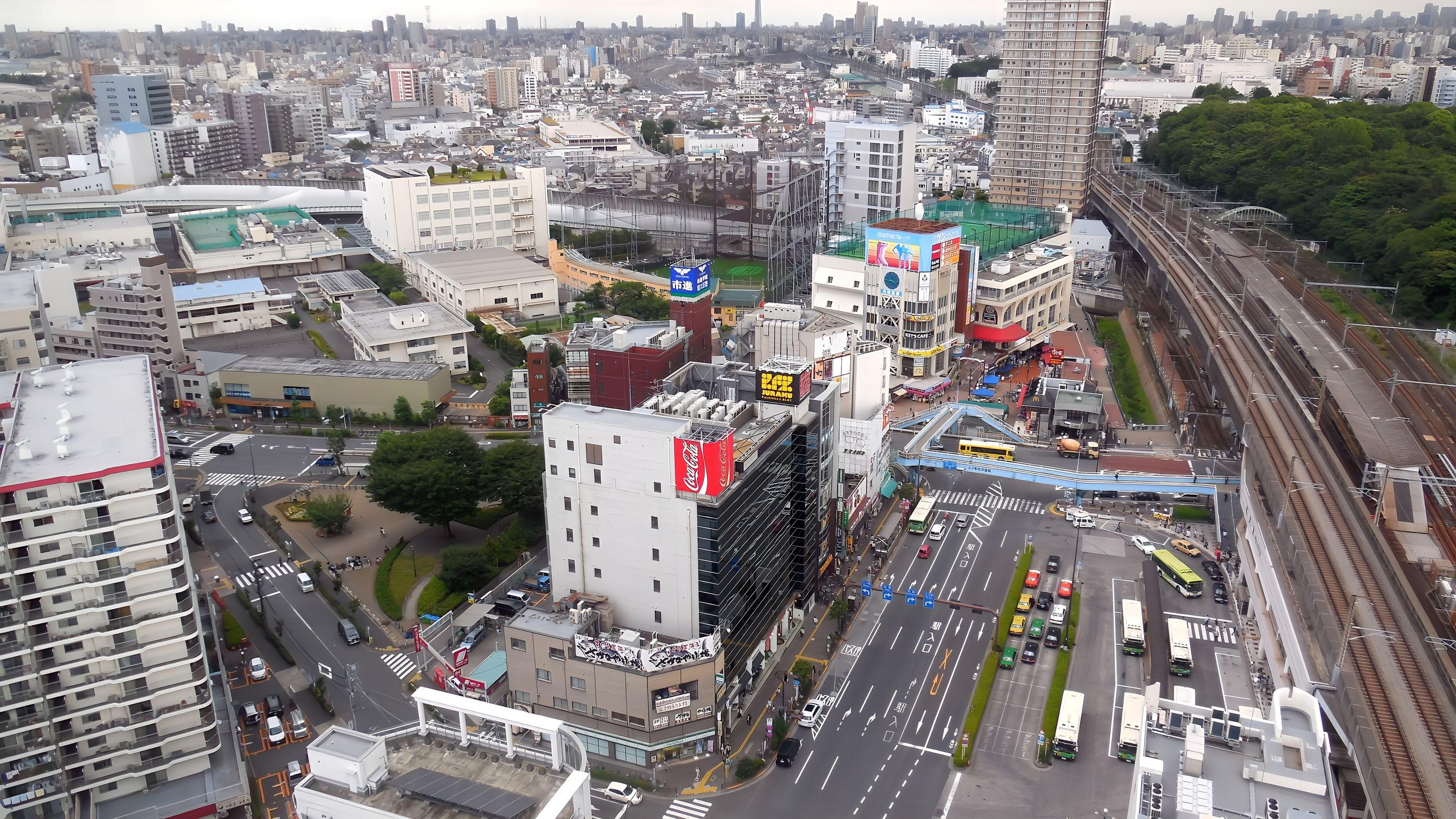
国道122号(王子駅前)

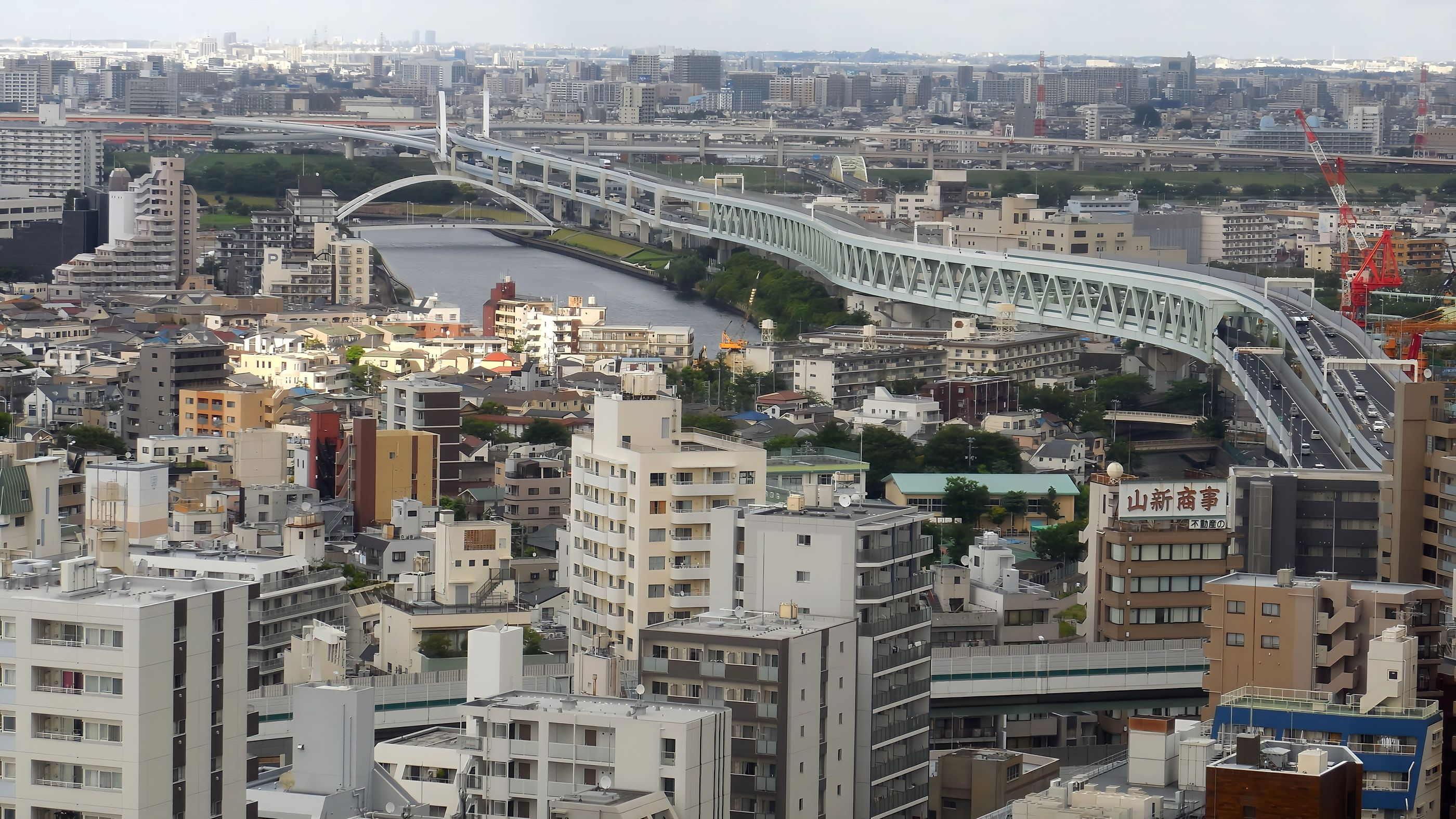
隅田川(北区と足立区の境界)

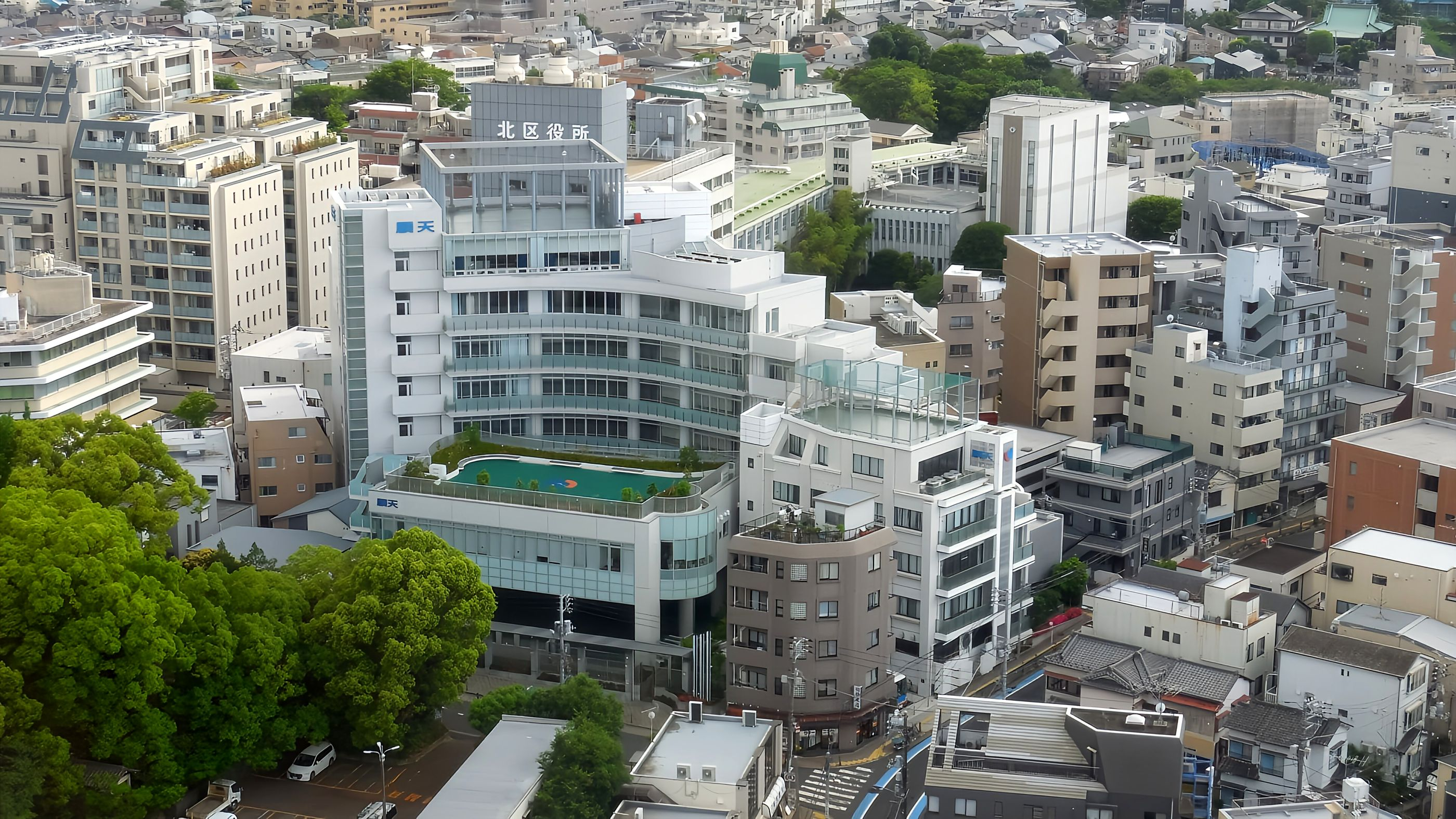
北区王子本町

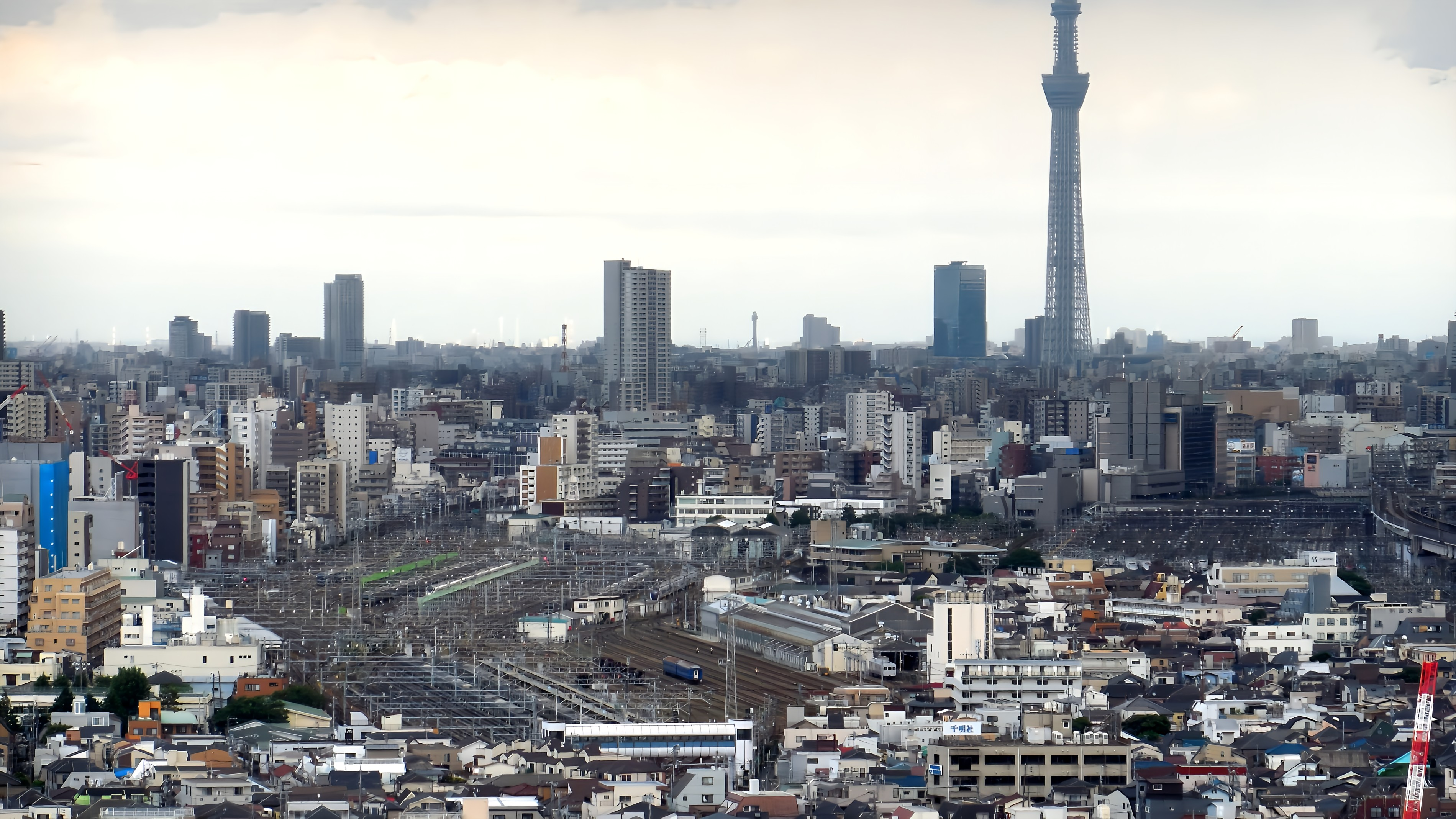
尾久車両センター

| |                                      |  |
| 北区と全国の年齢別人口分布（2005年） | 北区の年齢・男女別人口分布（2005年） |  |
| ■紫色 ― 北区 ■緑色 ― 日本全国 | ■青色 ― 男性 ■赤色 ― 女性            |  |
| 北区（に相当する地域）の人口の推移 \| 1970年（昭和45年） \| 431,219人 \| \| \| 1975年（昭和50年） \| 419,996人 \| \| \| 1980年（昭和55年） \| 387,458人 \| \| \| 1985年（昭和60年） \| 367,579人 \| \| \| 1990年（平成2年） \| 354,647人 \| \| \| 1995年（平成7年） \| 334,127人 \| \| \| 2000年（平成12年） \| 326,764人 \| \| \| 2005年（平成17年） \| 330,412人 \| \| \| 2010年（平成22年） \| 335,544人 \| \| \| 2015年（平成27年） \| 341,076人 \| \| \| 2020年（令和2年） \| 355,213人 \| \| |                                      |  |
| 総務省統計局 国勢調査より |                                      |  |
| 1970年（昭和45年） | 431,219人                            |  |
| 1975年（昭和50年） | 419,996人                            |  |
| 1980年（昭和55年） | 387,458人                            |  |
| 1985年（昭和60年） | 367,579人                            |  |
| 1990年（平成2年） | 354,647人                            |  |
| 1995年（平成7年） | 334,127人                            |  |
| 2000年（平成12年） | 326,764人                            |  |
| 2005年（平成17年） | 330,412人                            |  |
| 2010年（平成22年） | 335,544人                            |  |
| 2015年（平成27年） | 341,076人                            |  |
| 2020年（令和2年） | 355,213人                            |  |

### 昼夜間人口
平成27年度国勢調査（2015）で夜間人口は341,076人であるが、区外からの通勤者と通学生および居住者のうちの区内に昼間残留する人口の合計である昼間人口は329,753人で昼は夜の0.97倍の人口になる

## 歴史

### 区の沿革
- 1889年（明治22年）5月1日、町村制施行により東京府北豊島郡岩淵町・王子村・滝野川村が発足。
- 1908年（明治41年）8月8日、王子村が町制を施行して王子町となる。
- 1913年（大正2年）10月1日、滝野川村が町制を施行して滝野川町となる。
- 1932年（昭和7年）10月1日 上記3町が東京市に編入され、岩淵町と王子町の区域をもって王子区、滝野川町の区域をもって滝野川区が発足。
- 1943年（昭和18年）7月1日 東京都制施行で東京都王子区・滝野川区となる。
- 1947年（昭和22年）3月15日 王子区・滝野川区の合併で北区が発足。

### シンボルなど
- 1952年（昭和27年）7月1日 紋章制定。「北」の字を図案化して、円形に翼形を付し、力強くダイナミックで飛躍する北区の将来を表徴する、という。1952年7月1日告示第44号。
- 1996年（平成8年）4月3日 コミュニケーションマーク制定。北区側によれば、「さくら」の花びらで北区のイニシャル「K」をデザインしたもので、「花いっぱいの北区」をイメージした。北区のイメージを明るいさくら色に転換させるものである。また輪のつながりは「交通」のネットワーク、そして区民、企業、区を訪れる人々と区のコミュニケーションや交流を表し、さらに、さくらの開花は、春の生命の息吹、「誕生」や出発をイメージさせる。なお、「さくら」「K」とも世界中の人々にわかりやすく、国際的なデザインといえる、という。当区内の駅などに積極的に用いられている。

#### 区歌
- 北区のうた（作詞：井関謙、作曲：團伊玖磨）

1990年（平成2年）1月28日 に23区中22番目の区歌として制定された。
この曲にあわせて軽度の運動をする北区オリジナルの健康体操として「北区さくら体操」が2003年（平成15年）に公開され、北Qチャンネルでは連日放送されている（2011年現在）。

### 区名の由来
王子区・滝野川区の合併した新区の名称については、「城北区」「京北区」「飛鳥山区」「赤羽区」「武蔵野区」「田端区」「十条区」「王龍区」「龍王区」、また瑞祥地名として「桜区」「紅葉区」「花園区」などが候補としてあげられていた。中でも「飛鳥山区」は大きな支持を受けていたが、読みが難解であるという議論が上がりより簡潔で平易な方角地名に帰した。

## 町名

### 赤羽区民事務所管内
| 町名         | 町区域新設年月日 | 住居表示実施年月日 | 住居表示実施前の町名など                                                                               | 備考                               |
| ------------ | ---------------- | ------------------ | --- | ---------------------------------- |
| 赤羽一丁目   | 1971年7月1日     |                    | 赤羽町1・2、岩淵町1・2、袋町2、稲付町1・3                                                              |                                    |
| 赤羽二丁目   | 1971年7月1日     |                    | 赤羽町1・2、岩淵町1・2、袋町2、稲付町1・3                                                              |                                    |
| 赤羽三丁目   | 1972年2月1日     |                    | 赤羽町1・2、岩淵町1・2、袋町2、稲付町1・3                                                              |                                    |
| 赤羽四丁目   | 1964年6月15日    |                    | 袋町1〜3                                                                                               |                                    |
| 赤羽北一丁目 | 1964年6月15日    |                    | 袋町1〜3                                                                                               |                                    |
| 赤羽北二丁目 | 1964年6月15日    |                    | 袋町1〜3                                                                                               |                                    |
| 赤羽台一丁目 | 1965年11月1日    |                    | 赤羽台1・2（全）、赤羽町2・3・5、袋町1〜3                                                              |                                    |
| 赤羽台二丁目 | 1965年11月1日    |                    | 赤羽台1・2（全）、赤羽町2・3・5、袋町1〜3                                                              |                                    |
| 赤羽台三丁目 | 1964年6月15日    |                    | 赤羽台1・2（全）、赤羽町2・3・5、袋町1〜3                                                              |                                    |
| 赤羽台四丁目 | 1964年6月15日    |                    | 赤羽台1・2（全）、赤羽町2・3・5、袋町1〜3                                                              |                                    |
| 赤羽西一丁目 | 1965年11月1日    |                    | 稲付町4・5（全）、稲付庚塚町（全）、稲付島下町、稲付町2・3、稲付西町1・2・6、赤羽町1・2・4・5、赤羽台2 |                                    |
| 赤羽西二丁目 | 1965年11月1日    |                    | 稲付町4・5（全）、稲付庚塚町（全）、稲付島下町、稲付町2・3、稲付西町1・2・6、赤羽町1・2・4・5、赤羽台2 |                                    |
| 赤羽西三丁目 | 1965年11月1日    |                    | 稲付町4・5（全）、稲付庚塚町（全）、稲付島下町、稲付町2・3、稲付西町1・2・6、赤羽町1・2・4・5、赤羽台2 |                                    |
| 赤羽西四丁目 | 1965年11月1日    |                    | 稲付町4・5（全）、稲付庚塚町（全）、稲付島下町、稲付町2・3、稲付西町1・2・6、赤羽町1・2・4・5、赤羽台2 |                                    |
| 赤羽西五丁目 | 1965年11月1日    |                    | 稲付町4・5（全）、稲付庚塚町（全）、稲付島下町、稲付町2・3、稲付西町1・2・6、赤羽町1・2・4・5、赤羽台2 |                                    |
| 赤羽西六丁目 | 1965年11月1日    |                    | 稲付町4・5（全）、稲付庚塚町（全）、稲付島下町、稲付町2・3、稲付西町1・2・6、赤羽町1・2・4・5、赤羽台2 |                                    |
| 赤羽南一丁目 | 1971年7月1日     |                    | 稲付町1〜3、岩淵町2、赤羽町1                                                                           |                                    |
| 赤羽南二丁目 | 1971年7月1日     |                    | 稲付町1〜3、岩淵町2、赤羽町1                                                                           |                                    |
| 岩淵町       | 1972年2月1日     |                    | 岩淵町1、赤羽町1                                                                                       |                                    |
| 浮間一丁目   | 1966年10月1日    |                    | 浮間町（全）                                                                                           |                                    |
| 浮間二丁目   | 1966年10月1日    |                    | 浮間町（全）                                                                                           |                                    |
| 浮間三丁目   | 1966年10月1日    |                    | 浮間町（全）                                                                                           |                                    |
| 浮間四丁目   | 1966年10月1日    |                    | 浮間町（全）                                                                                           |                                    |
| 浮間五丁目   | 1966年10月1日    |                    | 浮間町（全）                                                                                           |                                    |
| 西が丘一丁目 | 1965年11月1日    |                    | 稲付西町3〜5、稲付梅木町、稲付出井頭町（以上全）、稲付西町1・2・6、稲付西山町、稲付島下町              |                                    |
| 西が丘二丁目 | 1965年11月1日    |                    | 稲付西町3〜5、稲付梅木町、稲付出井頭町（以上全）、稲付西町1・2・6、稲付西山町、稲付島下町              |                                    |
| 西が丘三丁目 | 1971年7月1日     |                    | 稲付西町3〜5、稲付梅木町、稲付出井頭町（以上全）、稲付西町1・2・6、稲付西山町、稲付島下町              |                                    |
| 西が丘四丁目 | 1971年7月1日     |                    | 稲付西町3〜5、稲付梅木町、稲付出井頭町（以上全）、稲付西町1・2・6、稲付西山町、稲付島下町              |                                    |
| 上中里一丁目 | 1965年7月1日     |                    | 上中里1・2（全）、上中里町（全）                                                                       |                                    |
| 上中里二丁目 | 1965年7月1日     |                    | 上中里1・2（全）、上中里町（全）                                                                       |                                    |
| 上中里三丁目 | 1966年2月1日     |                    | 上中里1・2（全）、上中里町（全）                                                                       |                                    |
| 桐ケ丘一丁目 | 1968年5月15日    |                    | 赤羽町3・5、袋町1・3                                                                                   |                                    |
| 桐ケ丘二丁目 | 1964年6月15日    |                    | 赤羽町3・5、袋町1・3                                                                                   |                                    |
| 志茂一丁目   | 1967年5月1日     |                    | 志茂1〜5                                                                                               | 町名は1957年成立、直前は志茂町1〜3 |
| 志茂二丁目   | 1967年5月1日     |                    | 志茂1〜5                                                                                               | 町名は1957年成立、直前は志茂町1〜3 |
| 志茂三丁目   | 1967年5月1日     |                    | 志茂1〜5                                                                                               | 町名は1957年成立、直前は志茂町1〜3 |
| 志茂四丁目   | 1967年5月1日     |                    | 志茂1〜5                                                                                               | 町名は1957年成立、直前は志茂町1〜3 |
| 志茂五丁目   | 1967年5月1日     |                    | 志茂1〜5                                                                                               | 町名は1957年成立、直前は志茂町1〜3 |

### 王子区民事務所管内
| 町名           | 町区域新設年月日 | 住居表示実施年月日 | 住居表示実施前の町名など                                             | 備考                                                     |
| -------------- | ---------------- | ------------------ | -------------------------------------------------------------------- | -------------------------------------------------------- |
| 王子一丁目     | 1965年7月1日     |                    | 王子1・4（全）、王子2・3・5                                          |                                                          |
| 王子二丁目     | 1965年7月1日     |                    | 王子1・4（全）、王子2・3・5                                          |                                                          |
| 王子三丁目     | 1965年7月1日     |                    | 王子1・4（全）、王子2・3・5                                          |                                                          |
| 王子四丁目     | 1965年7月1日     |                    | 王子1・4（全）、王子2・3・5                                          |                                                          |
| 王子五丁目     | 1965年7月1日     |                    | 王子1・4（全）、王子2・3・5                                          |                                                          |
| 王子六丁目     | 1965年7月1日     |                    | 王子1・4（全）、王子2・3・5                                          |                                                          |
| 王子本町一丁目 | 1966年11月15日   |                    | 王子本町1・2（全）、王子本町3、下十条町                              |                                                          |
| 王子本町二丁目 | 1966年11月15日   |                    | 王子本町1・2（全）、王子本町3、下十条町                              |                                                          |
| 王子本町三丁目 | 1966年11月15日   |                    | 王子本町1・2（全）、王子本町3、下十条町                              |                                                          |
| 上十条一丁目   | 1966年11月15日   |                    | 上十条2〜5（全）、上十条町、上十条1、下十条町、十条仲原2、稲付西山町 |                                                          |
| 上十条二丁目   | 1967年5月1日     |                    | 上十条2〜5（全）、上十条町、上十条1、下十条町、十条仲原2、稲付西山町 |                                                          |
| 上十条三丁目   | 1967年5月1日     |                    | 上十条2〜5（全）、上十条町、上十条1、下十条町、十条仲原2、稲付西山町 |                                                          |
| 上十条四丁目   | 1967年5月1日     |                    | 上十条2〜5（全）、上十条町、上十条1、下十条町、十条仲原2、稲付西山町 |                                                          |
| 上十条五丁目   | 1967年5月1日     |                    | 上十条2〜5（全）、上十条町、上十条1、下十条町、十条仲原2、稲付西山町 |                                                          |
| 十条台一丁目   | 1966年11月15日   |                    | 下十条町、王子本町3                                                  |                                                          |
| 十条台二丁目   | 967年5月1日      |                    | 下十条町、王子本町3                                                  |                                                          |
| 十条仲原一丁目 | 1967年5月1日     |                    | 十条仲原1・3・4（全）、十条仲原2                                     |                                                          |
| 十条仲原二丁目 | 1967年5月1日     |                    | 十条仲原1・3・4（全）、十条仲原2                                     |                                                          |
| 十条仲原三丁目 | 1967年5月1日     |                    | 十条仲原1・3・4（全）、十条仲原2                                     |                                                          |
| 十条仲原四丁目 | 1967年5月1日     |                    | 十条仲原1・3・4（全）、十条仲原2                                     |                                                          |
| 中十条一丁目   | 1966年11月15日   |                    | 中十条1〜4（全）、上十条1                                            |                                                          |
| 中十条二丁目   | 1966年11月15日   |                    | 中十条1〜4（全）、上十条1                                            |                                                          |
| 中十条三丁目   | 1966年11月15日   |                    | 中十条1〜4（全）、上十条1                                            |                                                          |
| 中十条四丁目   | 1966年11月15日   |                    | 中十条1〜4（全）、上十条1                                            |                                                          |
| 東十条一丁目   | 1964年12月1日    |                    | 東十条1〜6（全）、上十条町、王子5、神谷町1、稲付町2                  |                                                          |
| 東十条二丁目   | 1964年12月1日    |                    | 東十条1〜6（全）、上十条町、王子5、神谷町1、稲付町2                  |                                                          |
| 東十条三丁目   | 1964年12月1日    |                    | 東十条1〜6（全）、上十条町、王子5、神谷町1、稲付町2                  |                                                          |
| 東十条四丁目   | 1964年12月1日    |                    | 東十条1〜6（全）、上十条町、王子5、神谷町1、稲付町2                  |                                                          |
| 東十条五丁目   | 1964年12月1日    |                    | 東十条1〜6（全）、上十条町、王子5、神谷町1、稲付町2                  |                                                          |
| 東十条六丁目   | 1964年12月1日    |                    | 東十条1〜6（全）、上十条町、王子5、神谷町1、稲付町2                  |                                                          |
| 神谷一丁目     | 1967年5月1日     |                    | 神谷町2（全）、神谷町1                                               | 町名成立は1957年                                         |
| 神谷二丁目     | 1967年5月1日     |                    | 神谷町2（全）、神谷町1                                               | 町名成立は1957年                                         |
| 神谷三丁目     | 1967年5月1日     |                    | 神谷町2（全）、神谷町1                                               | 町名成立は1957年                                         |
| 岸町一丁目     | 1966年11月15日   |                    | 岸町1・2（全）                                                       | 町名成立は1939年、直前は王子区王子町・下十条町・下十条町 |
| 岸町二丁目     | 1966年11月15日   |                    | 岸町1・2（全）                                                       | 町名成立は1939年、直前は王子区王子町・下十条町・下十条町 |
| 豊島一丁目     | 1966年3月1日     |                    | 豊島1〜8、王子2・3                                                   |                                                          |
| 豊島二丁目     | 1966年3月1日     |                    | 豊島1〜8、王子2・3                                                   |                                                          |
| 豊島三丁目     | 1966年3月1日     |                    | 豊島1〜8、王子2・3                                                   |                                                          |
| 豊島四丁目     | 1966年3月1日     |                    | 豊島1〜8、王子2・3                                                   |                                                          |
| 豊島五丁目     | 1966年3月1日     |                    | 豊島1〜8、王子2・3                                                   |                                                          |
| 豊島六丁目     | 1966年3月1日     |                    | 豊島1〜8、王子2・3                                                   |                                                          |
| 豊島七丁目     | 1966年3月1日     |                    | 豊島1〜8、王子2・3                                                   |                                                          |
| 豊島八丁目     | 1966年3月1日     |                    | 豊島1〜8、王子2・3                                                   |                                                          |

### 滝野川区民事務所管内
| 町名           | 町区域新設年月日 | 住居表示実施年月日 | 住居表示実施前の町名など   | 備考                                                     |
| -------------- | ---------------- | ------------------ | -------------------------- | -------------------------------------------------------- |
| 滝野川一丁目   | 1964年11月1日    |                    | 滝野川1〜7                 | 町名成立は1953年、直前は滝野川町                         |
| 滝野川二丁目   | 1964年11月1日    |                    | 滝野川1〜7                 | 町名成立は1953年、直前は滝野川町                         |
| 滝野川三丁目   | 1964年11月1日    |                    | 滝野川1〜7                 | 町名成立は1953年、直前は滝野川町                         |
| 滝野川四丁目   | 1964年11月1日    |                    | 滝野川1〜7                 | 町名成立は1953年、直前は滝野川町                         |
| 滝野川五丁目   | 1964年11月1日    |                    | 滝野川1〜7                 | 町名成立は1953年、直前は滝野川町                         |
| 滝野川六丁目   | 1964年11月1日    |                    | 滝野川1〜7                 | 町名成立は1953年、直前は滝野川町                         |
| 滝野川七丁目   | 1968年2月1日     |                    | 滝野川1〜7                 | 町名成立は1953年、直前は滝野川町                         |
| 田端一丁目     | 1976年5月1日     |                    | 田端町                     |                                                          |
| 田端二丁目     | 1976年5月1日     |                    | 田端町                     |                                                          |
| 田端三丁目     | 1976年5月1日     |                    | 田端町                     |                                                          |
| 田端四丁目     | 1976年5月1日     |                    | 田端町                     |                                                          |
| 田端五丁目     | 1976年5月1日     |                    | 田端町                     |                                                          |
| 田端六丁目     | 1976年5月1日     |                    | 田端町                     |                                                          |
| 田端新町一丁目 | 1966年2月1日     |                    | 田端新町1〜3               | 町名成立は1947年                                         |
| 田端新町二丁目 | 1966年2月1日     |                    | 田端新町1〜3               | 町名成立は1947年                                         |
| 田端新町三丁目 | 1966年2月1日     |                    | 田端新町1〜3               | 町名成立は1947年                                         |
| 東田端一丁目   | 1969年5月15日    |                    | 田端町                     |                                                          |
| 東田端二丁目   | 1969年5月15日    |                    | 田端町                     |                                                          |
| 栄町           | 1966年2月1日     |                    | 栄町（全）                 | 町名成立は1953年、直前は西ヶ原町                         |
| 昭和町一丁目   | 1966年2月1日     |                    | 昭和町1〜3                 | 町名成立は1930年、直前は北豊島郡滝野川町大字中里・上中里 |
| 昭和町二丁目   | 1966年2月1日     |                    | 昭和町1〜3                 | 町名成立は1930年、直前は北豊島郡滝野川町大字中里・上中里 |
| 昭和町三丁目   | 1966年2月1日     |                    | 昭和町1〜3                 | 町名成立は1930年、直前は北豊島郡滝野川町大字中里・上中里 |
| 中里一丁目     | 1976年5月1日     |                    | 中里町、西ケ原1、田端町    |                                                          |
| 中里二丁目     | 1976年5月1日     |                    | 中里町、西ケ原1、田端町    |                                                          |
| 中里三丁目     | 1976年5月1日     |                    | 中里町、西ケ原1、田端町    |                                                          |
| 西ケ原一丁目   | 1976年5月1日     |                    | 西ケ原1〜4（全）、西ヶ原町 |                                                          |
| 西ケ原二丁目   | 1965年7月1日     |                    | 西ケ原1〜4（全）、西ヶ原町 |                                                          |
| 西ケ原三丁目   | 1965年7月1日     |                    | 西ケ原1〜4（全）、西ヶ原町 |                                                          |
| 西ケ原四丁目   | 1965年7月1日     |                    | 西ケ原1〜4（全）、西ヶ原町 |                                                          |
| 堀船一丁目     | 1964年12月1日    |                    | 堀船1〜4（全）             | 町名成立は1956年、直前は堀船町1・2                       |
| 堀船二丁目     | 1964年12月1日    |                    | 堀船1〜4（全）             | 町名成立は1956年、直前は堀船町1・2                       |
| 堀船三丁目     | 1964年12月1日    |                    | 堀船1〜4（全）             | 町名成立は1956年、直前は堀船町1・2                       |
| 堀船四丁目     | 1964年12月1日    |                    | 堀船1〜4（全）             | 町名成立は1956年、直前は堀船町1・2                       |

## 地域

### 祭・イベント など
- 北区花火会
- 初午祭　稲付の餅つき唄（道灌山稲荷社）※北区指定無形民俗文化財
- 熊野神社の白酒祭（オビシャ行事）※北区指定無形民俗文化財
- 王子神社例大祭王子田楽（王子神社）※北区指定無形民俗文化財
- 王子狐の行列（装束稲荷神社から王子稲荷神社にかけて）
- 萬垢離（まんごり）
- 十条冨士神社大祭（お富士さん）
- 大赤羽祭（赤羽馬鹿祭り）
- 北区 内田康夫ミステリー文学賞

### 地区
行政の成り立ちから、王子地区、赤羽地区、ならびに滝野川地区に区分されている。

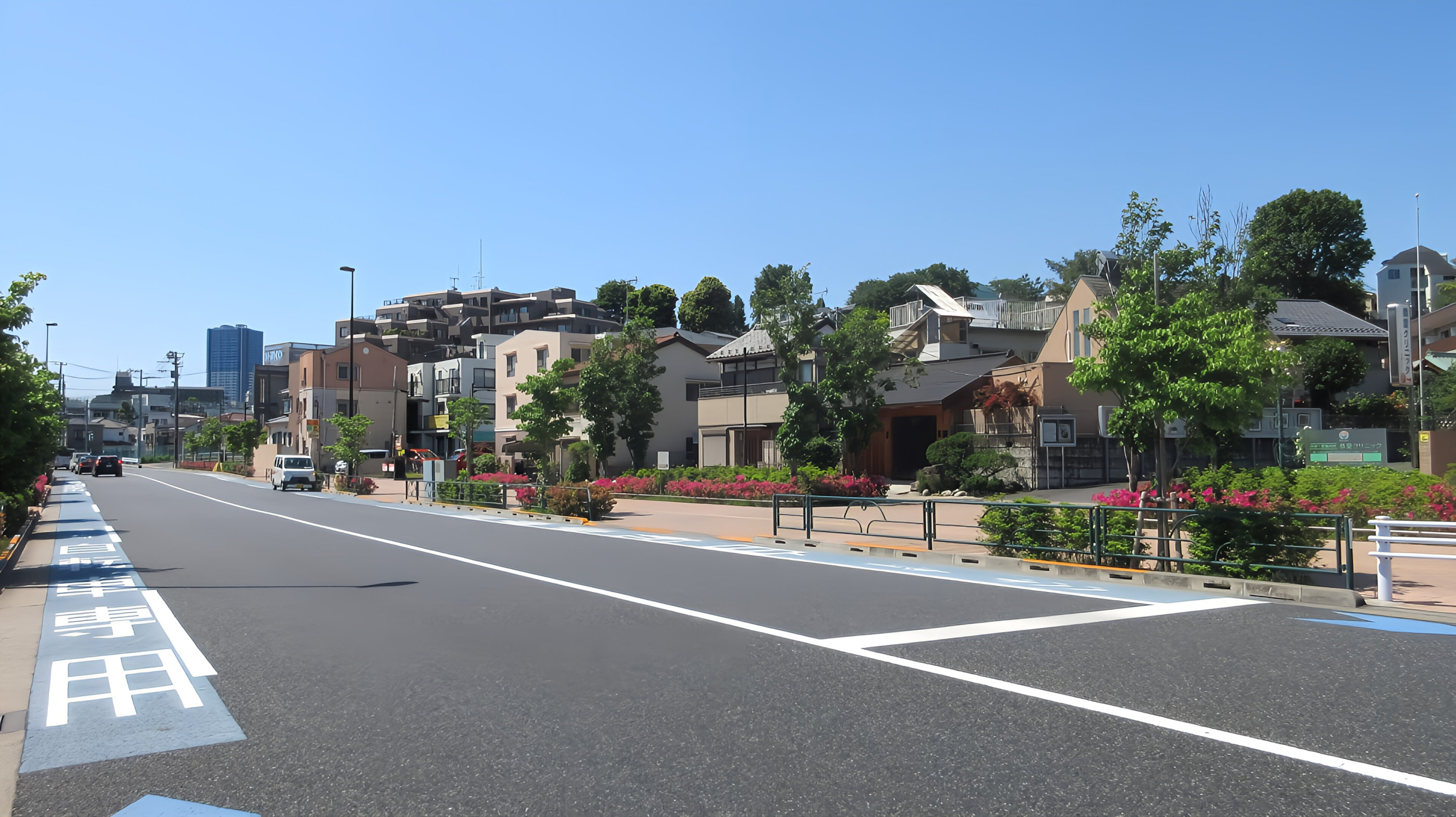
赤羽西２丁目(都道460号)の美しい街並み

- 王子地区：旧王子区のうち概ね王子町の区域に相当する。東北本線を境に王子西地区[注釈 1]、王子東地区[注釈 2]に細分化される[2]。
- 赤羽地区：旧王子区のうち岩淵町の区域に相当する。隅田川を境に浮間地区[注釈 3]、東北本線を境に赤羽西地区[注釈 4]、赤羽東地区[注釈 5]に細分化される[3]。
- 滝野川地区：旧滝野川区の区域に相当する。京浜東北線を境に滝野川西地区[注釈 6]、滝野川東地区[注釈 7]に細分化される[4]。

### ナンバープレート
当区は、練馬ナンバー（東京運輸支局）を割り当てられている。

### ケーブルテレビ
- ジェイコム東京北　区内全域

## 区政

### 区長
- 山田加奈子（やまだ かなこ、1期目）
  - 任期：2023年（令和5年）4月27日 - 2027年（令和9年）4月26日[5]

### 歴代区長
1. 田口安蔵（たぐち やすぞう） 1947年 - 1951年
2. 高木惣市（たかぎ そういち） 1951年 - 1958年
3. 小林正千代（こばやし まさちよ） 1958年 - 1983年
4. 北本正雄（きたもと まさお） 1983年 - 2003年
5. 花川與惣太（はなかわ よそうた）2003年 - 2023年

### 平和都市宣言
1986年3月15日に平和都市宣言を行った。

### 元気環境共生都市宣言
- 2005年10月29日

### 友好都市

#### 海外
- 北京市西城区（中華人民共和国）
  - 1993年4月22日 北京市宣武区と友好都市提携 [6]
  - 2011年11月9日 友好都市提携 [6][7]

1985年に北区立王子小学校と北京第一実験小学校との交流が始まり、1985年9月に宣武区長が北区を訪問したことが都市間交流の契機となっている。1991年度より交流事業が実施され、1993年に正式の提携が結ばれた。2010年7月に宣武区が（旧）西城区と合併、（新）西城区が発足したため、2011年に改めて提携を結んだ。なお、（旧）西城区はこれ以前に中野区と友好提携を結んでいた。

#### 国内
以下3市と交流を有する。1995年（平成7年）10月には3市と災害時相互応援協定を締結。1997年（平成9年）4月19日に「北とぴあ」において3市との友好都市交流協定の調印をおこなった。
- 山形県酒田市
  - 1995年（平成7年）10月21日 災害時相互応援協定締結[10]
  - 1997年（平成9年）4月19日 友好都市交流協定締結[10]

1925年（大正14年）、酒田を含む庄内地方出身者のための学生寮（荘内館）が中里に建設されたことが縁となっている。1992年（平成4年）に酒田市が「ふるさと北区区民まつり」に参加したことから交流が活発化。北区の児童の農業体験事業などが行われている。
- 群馬県甘楽郡甘楽町
  - 1986年（昭和61年）4月12日 自然休暇村事業協定締結[12]
  - 1995年（平成7年）10月 災害時相互応援協定締結
  - 1997年（平成9年）4月19日 友好都市交流協定締結[13]

北区の自然休暇村構想と、甘楽町の農業活性化構想が合致し、1986年（昭和61年）に自然休暇村協定が結ばれた。なお、第二次世界大戦末期には王子区立第二岩淵国民学校の児童が甘楽町小幡に学童疎開した縁もある。
- 群馬県吾妻郡中之条町
  - 1995年（平成7年）10月21日 災害時相互応援協定締結[15]
  - 1997年（平成9年）4月19日 友好都市交流協定締結[15]

第二次世界大戦末期、滝野川区の児童2000人が、四万温泉を中心とする地域に学童疎開していた縁による。1986年、かつての疎開児童（当時の北区長を含む）が中之条町に招待されたことが自治体間交流の契機となった。

## 議会

### 東京都議会
2025年東京都議会議員選挙
- 選挙区：北区選挙区
- 定数：3人
- 任期：2025年7月23日 - 2029年7月22日
- 投票日：2025年6月22日
- 当日有権者数：283,980人
- 投票率：51.53％

| 候補者名   | 当落 | 年齢 | 所属党派           | 新旧別 | 得票数   |
| ---------- | ---- | ---- | ------------------ | ------ | -------- |
| 駒崎美紀   | 当   | 46   | 都民ファーストの会 | 現     | 42,673票 |
| 大松成     | 当   | 64   | 公明党             | 現     | 24,600票 |
| 清野恵子   | 当   | 51   | 日本共産党         | 新     | 23,106票 |
| 戸枝大幸   | 落   | 49   | 自由民主党         | 新     | 21,781票 |
| 木藤直樹   | 落   | 41   | 日本維新の会       | 新     | 16,048票 |
| 坂野美紗子 | 落   | 44   | 無所属             | 新     | 7,827票  |
| 小澤正人   | 落   | 49   | 諸派               | 新     | 4,704票  |
| 大場宣夫   | 落   | 66   | 無所属             | 新     | 3,026票  |

2024年東京都議会議員補欠選挙
- 選挙区：北区選挙区
- 定数：1人
- 投票日：2024年7月7日
- 当日有権者数：286,775人
- 投票率：61.23％

| 候補者名 | 当落 | 年齢 | 所属党派           | 新旧別 | 得票数   |
| -------- | ---- | ---- | ------------------ | ------ | -------- |
| 駒崎美紀 | 当   | 45   | 都民ファーストの会 | 新     | 58,523票 |
| 戸枝大幸 | 落   | 47   | 自由民主党         | 新     | 44,630票 |
| 清野恵子 | 落   | 50   | 日本共産党         | 新     | 29,932票 |
| 木藤直樹 | 落   | 40   | 日本維新の会       | 新     | 26,686票 |

2021年東京都議会議員選挙
- 選挙区：北区選挙区
- 定数：3人
- 投票日：2021年7月4日
- 当日有権者数：285,161人
- 投票率：47.03％

| 候補者名   | 当落 | 年齢 | 党派名             | 新旧別 | 得票数   | 備考                |
| ---------- | ---- | ---- | ------------------ | ------ | -------- | ------------------- |
| 山田加奈子 | 当   | 50   | 自由民主党         | 現     | 30,417票 | 2023年4月16日に辞職 |
| 曽根肇     | 当   | 69   | 日本共産党         | 現     | 29,416票 |                     |
| 大松成     | 当   | 60   | 公明党             | 現     | 27,580票 |                     |
| 佐藤古都   | 落   | 33   | 日本維新の会       | 新     | 23,323票 |                     |
| 林元真季   | 落   | 25   | 都民ファーストの会 | 新     | 20,755票 |                     |

### 衆議院
- 選挙区：東京12区（北区、板橋区の一部）
- 任期：2024年10月27日 - 2028年10月26日
- 投票日：2024年10月27日
- 当日有権者数：378,204人
- 投票率：57.09％

| 当落 | 候補者名 | 年齢 | 所属党派     | 新旧別 | 得票数   | 重複 |
| ---- | -------- | ---- | ------------ | ------ | -------- | ---- |
| 当   | 高木啓   | 59   | 自由民主党   | 前     | 68,878票 | ○    |
| 比当 | 阿部司   | 42   | 日本維新の会 | 前     | 52,233票 | ○    |
|      | 大熊利昭 | 61   | 国民民主党   | 元     | 44,524票 | ○    |
|      | 田原聖子 | 55   | 日本共産党   | 新     | 41,504票 |      |

## 警察署・消防署
- 警視庁
  - 王子警察署
  - 赤羽警察署
  - 滝野川警察署

- 東京消防庁
  - 王子消防署 救急隊1
    - 十条出張所 特別消火中隊・救急隊1
    - 東十条出張所 救急隊無

  - 赤羽消防署  救急隊1
    - 志茂出張所 特別消火中隊・救急隊1
    - 浮間出張所 救急隊無
    - 西が丘出張所 救急隊1
    - 赤羽台出張所 救急隊1

  - 滝野川消防署 特別消火中隊・救急隊1
    - 三軒家出張所 救急隊1
    - 田端出張所 救急隊1

## 病院・医療機関
北区の病院・診療所 歯科診療所一覧

### 閉院した病院
- 国立印刷局東京病院 - 2013年（平成25年）4月に社会医療法人社団 正志会に委譲され、 正志会 花と森の東京病院となった。

## 交通

### 鉄道路線
区内の鉄道は多くの路線が概ね区域の中央を南北に貫き、都電荒川線を除いた全路線が赤羽に集中している。また、東北新幹線が赤羽駅以南は京浜東北線と、以北は埼京線と並走する。東日本旅客鉄道（JR東日本）の駅の数が10駅と23区内で最多である｡
東日本旅客鉄道（JR東日本）
 宇都宮線（東北本線）・高崎線・■上野東京ライン
- - 尾久駅 - 赤羽駅 -

 湘南新宿ライン
- - 赤羽駅 -

 京浜東北線
- - 田端駅 - 上中里駅 - 王子駅 - 東十条駅 - 赤羽駅 -

 埼京線（赤羽線）
- - 板橋駅 - 十条駅 - 赤羽駅 - 北赤羽駅 - 浮間舟渡駅 -

 山手線
- - 田端駅 - （駒込駅） -
- 東北新幹線 - 区内に駅は未設置。上中里駅および田端駅付近には東京新幹線車両センターが運用されている。

東京都交通局
 都電荒川線（東京さくらトラム）
- - 西ヶ原四丁目停留場 - 滝野川一丁目停留場 - 飛鳥山停留場 - 王子駅前停留場 - 栄町停留場 - 梶原停留場 -

東京地下鉄（東京メトロ）
 南北線
- - 西ケ原駅 - 王子駅 - 王子神谷駅 - 志茂駅 - 赤羽岩淵駅

埼玉高速鉄道
 埼玉高速鉄道線（埼玉スタジアム線）
- 赤羽岩淵駅 -

なお、都営地下鉄三田線が「西巣鴨駅 - 新板橋駅間、日暮里・舎人ライナーが西日暮里駅 - 赤土小学校前駅間で区内を通るが、いずれも駅はない。

### バス路線
- 北区コミュニティバス（Kバス） - 日立自動車交通が運行。
- 都営バス - 区内に北営業所が設けられている。
- 国際興業バス - 区内に赤羽営業所が設けられている。
- 関東バス
- 東武バスセントラル

### 水上バス路線
- 東京水辺ライン
  - 神谷発着場（都営バス「豊島8丁目」下車徒歩6分、王子神谷駅3番出口より徒歩10分）

### 道路
- 高速道路
  - 首都高速中央環状線

- 一般道路
  - 国道17号（中山道）
  - 北本通り（国道122号）
  - 環七通り（東京都道318号環状七号線）
  - 環八通り（東京都道311号環状八号線）
  - 明治通り
  - 東京都道445号常盤台赤羽線
  - 本郷通り（東京都道455号本郷赤羽線）
  - 東京都道501号王子金町市川線

## 名所・旧跡

### 史跡
- 稲付城跡 - 赤羽西。太田道灌が築城。

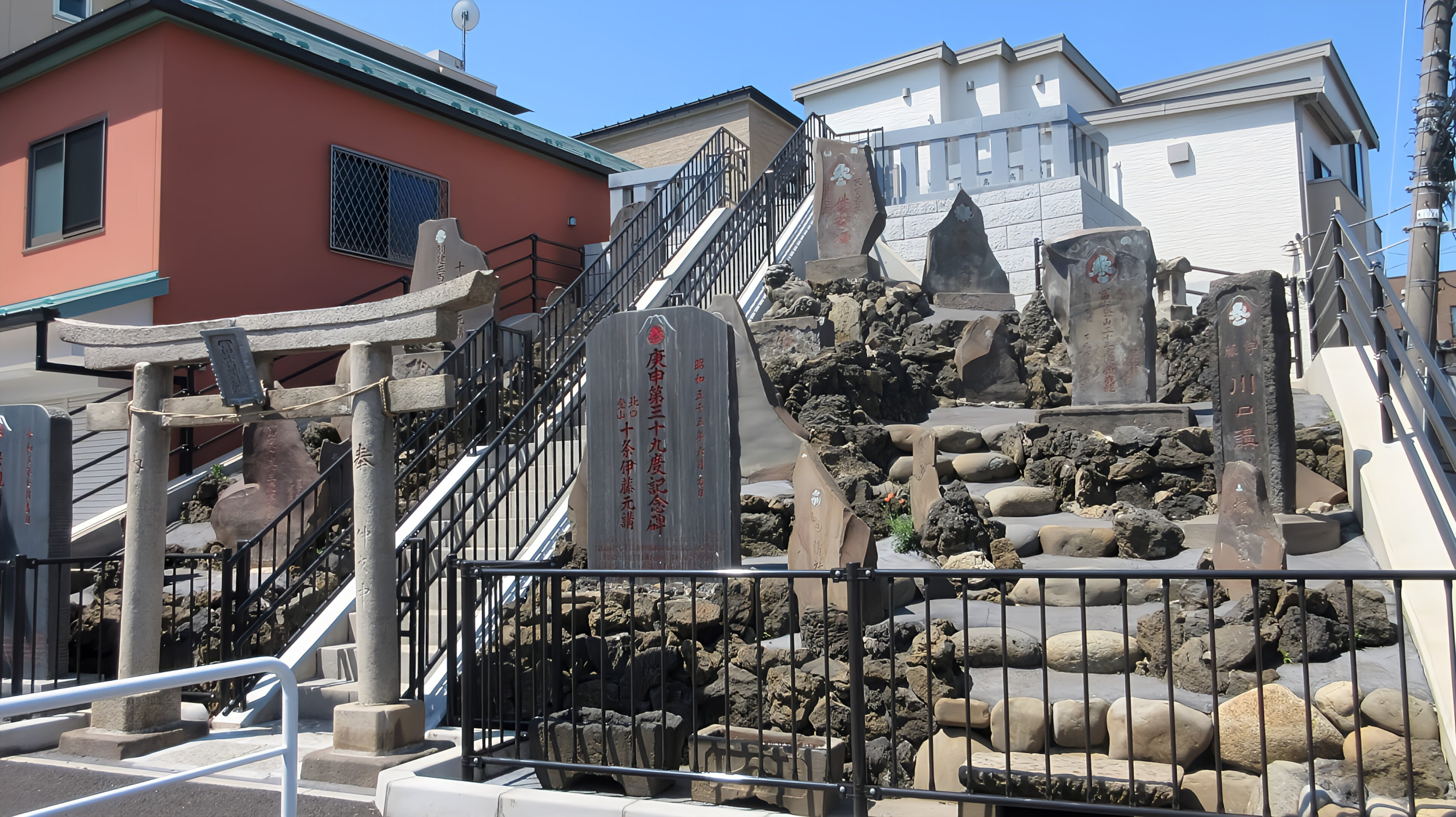
十条富士塚

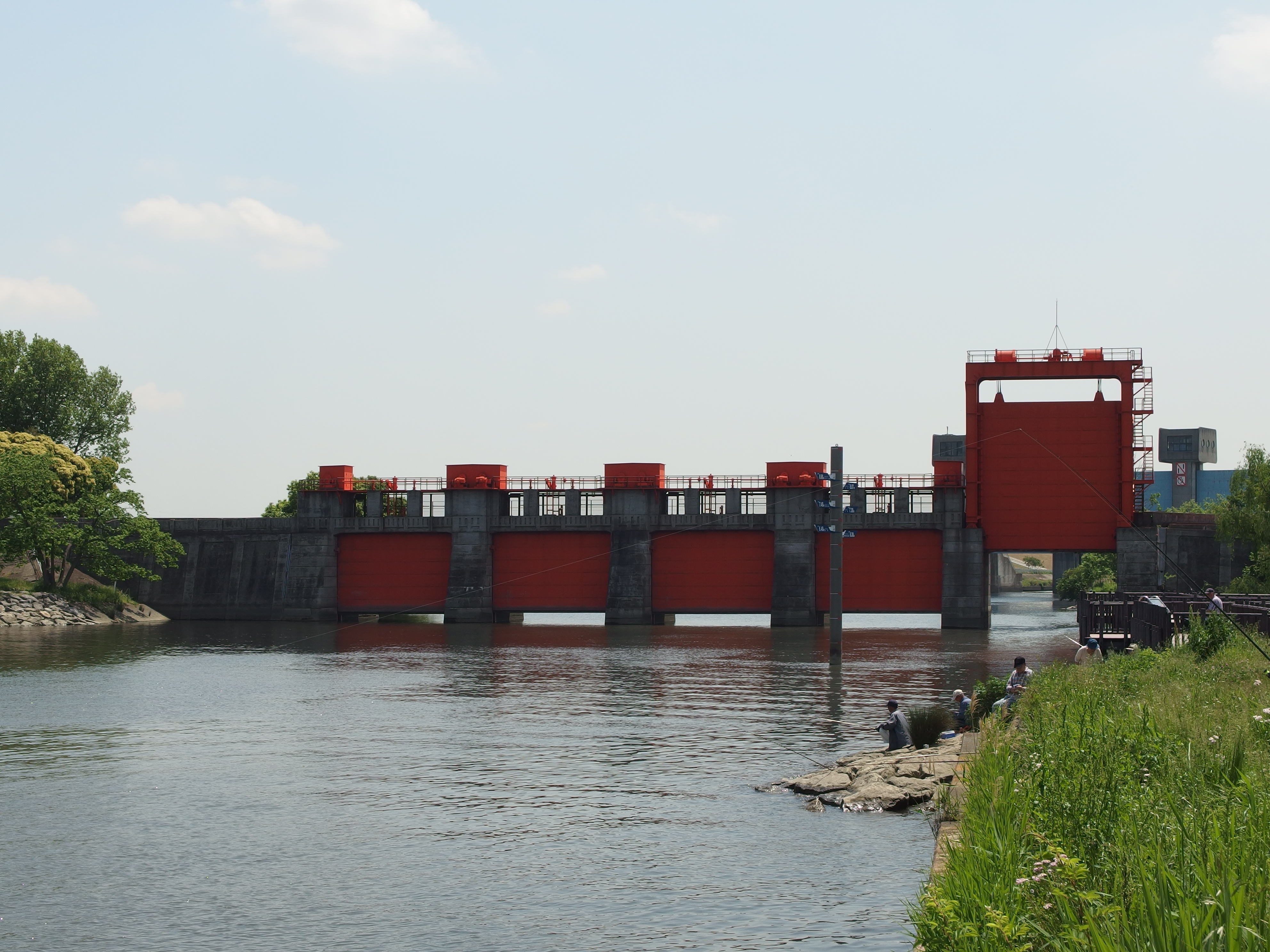
旧岩淵水門

- 十条冨士塚 - 中十条二丁目の十条冨士神社境内に在る。北区指定有形民俗文化財。
- 田端富士塚 - 田端二丁目の田端八幡神社境内にある。
- 西ヶ原一里塚 - 西ケ原二丁目にあり、日光御成道の本郷追分の次の一里塚にあたる。1922年（大正11年）3月8日、国の史跡に指定される。都区内でも板橋区志村・小豆沢の一里塚とともに旧位置に保存されている一里塚。
- 平塚城跡 - 上中里。別名、豊島城。
- 岩淵水門 - 志茂。旧赤水門と新青水門。
- 中里貝塚 - 上中里。｢縄文時代の水産加工場｣と大々的に報道された。現在では公園に表示版があるだけである。

### 神社・仏閣など
- 王子神社

- 王子稲荷神社
- 赤羽八幡神社
- 近藤勇と新選組隊士の墓

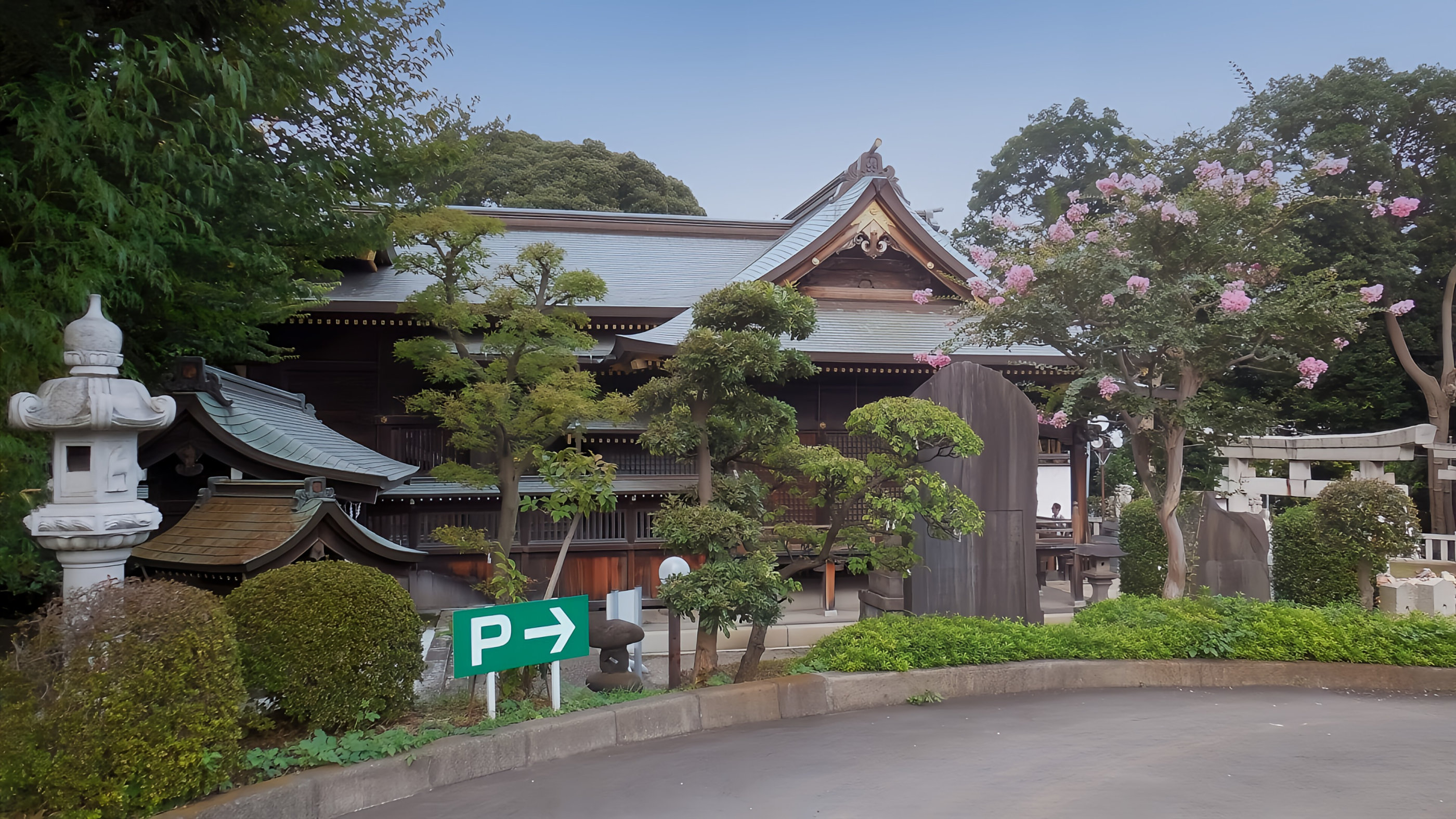
赤羽八幡神社

- 城官寺 - 西ケ原。江戸時代将軍の奥医師、幕府医学館総裁を務めた多紀家の菩提寺。東京都指定史跡。
- 昌林寺 - 曹洞宗
- 七社神社
- 平塚神社
- 無量寺 - 西ケ原。江戸時代から続く名寺で西ケ原、栄町の地主でもある。
- 明月寺 - 韓国仏教曹渓宗の寺院(朝鮮寺)。

### 公園・庭園など
- 赤羽自然観察公園
- 飛鳥山公園 - 江戸時代、八代将軍徳川吉宗の命によって造成された桜の名所。
- 浮間つり堀公園
- 都立浮間公園（浮間ヶ池）
- 音無親水公園
- 醸造試験所跡地公園 - 滝野川。滝野川反射炉跡。
- 滝野川公園（旧農林水産省農業技術研究所）
- 中央公園（旧王子キャンプ）
- 都立旧古河庭園
- 名主の滝公園

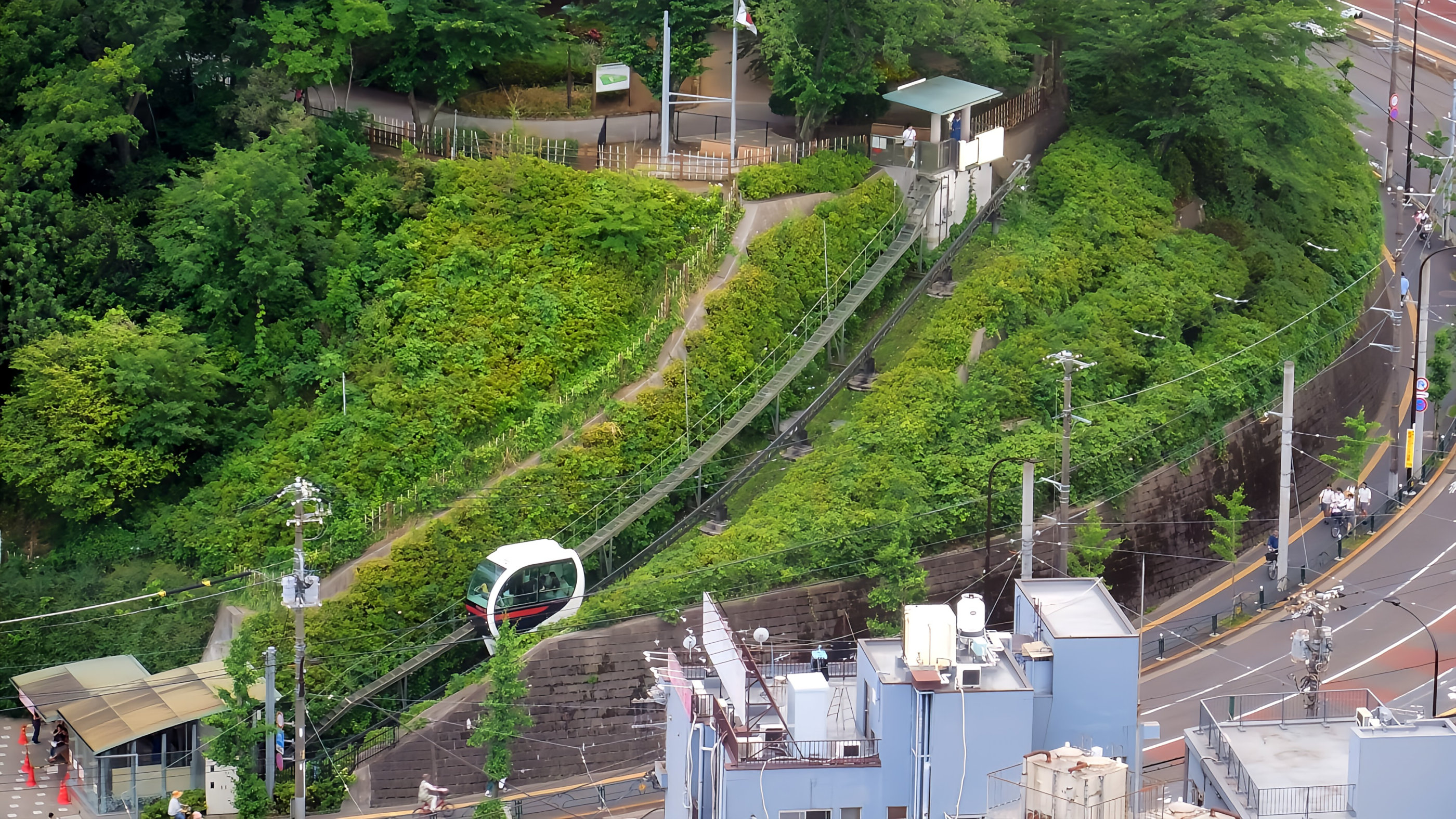
飛鳥山公園モノレール(車両名アスカルゴ)
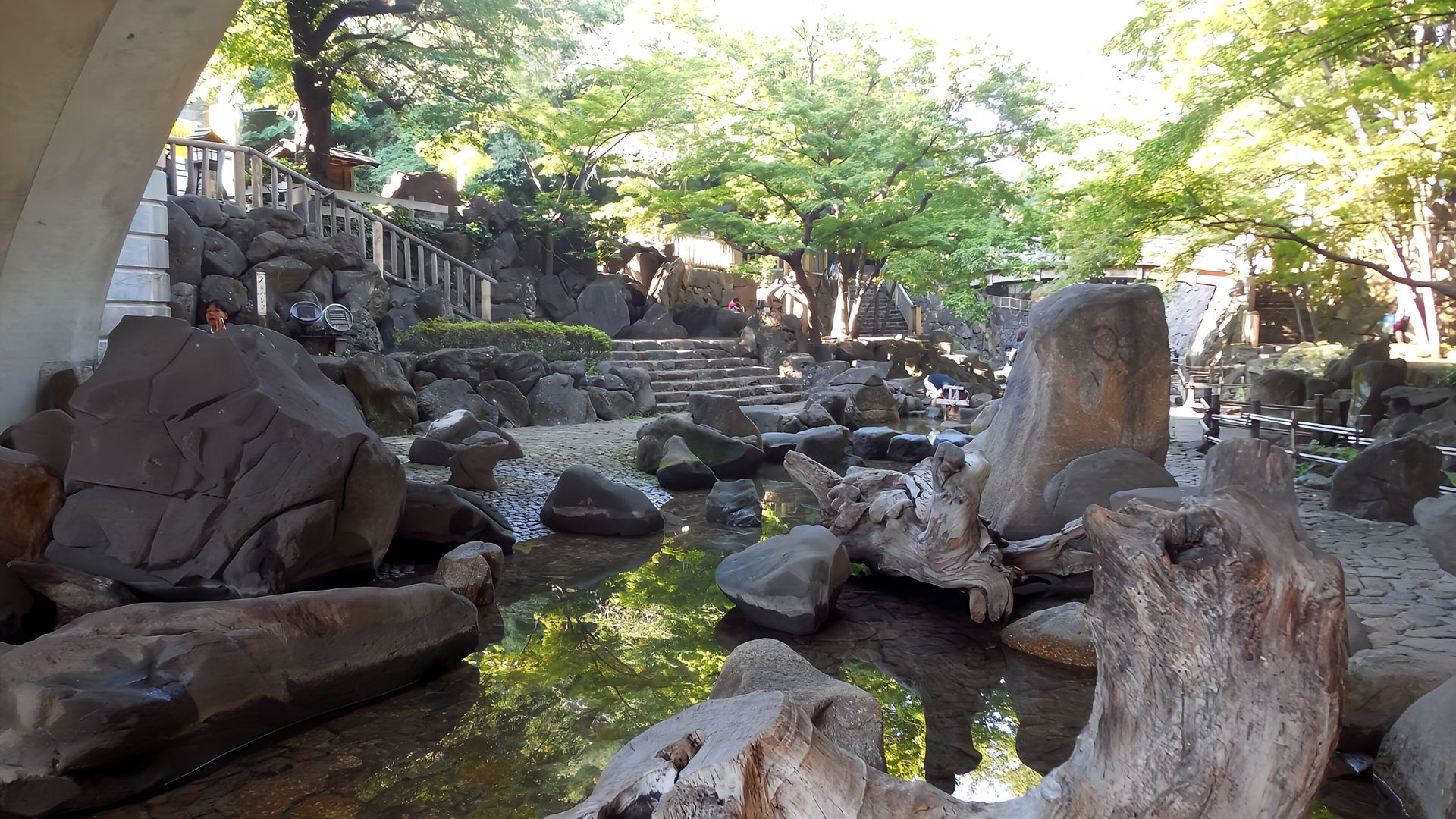
音無親水公園
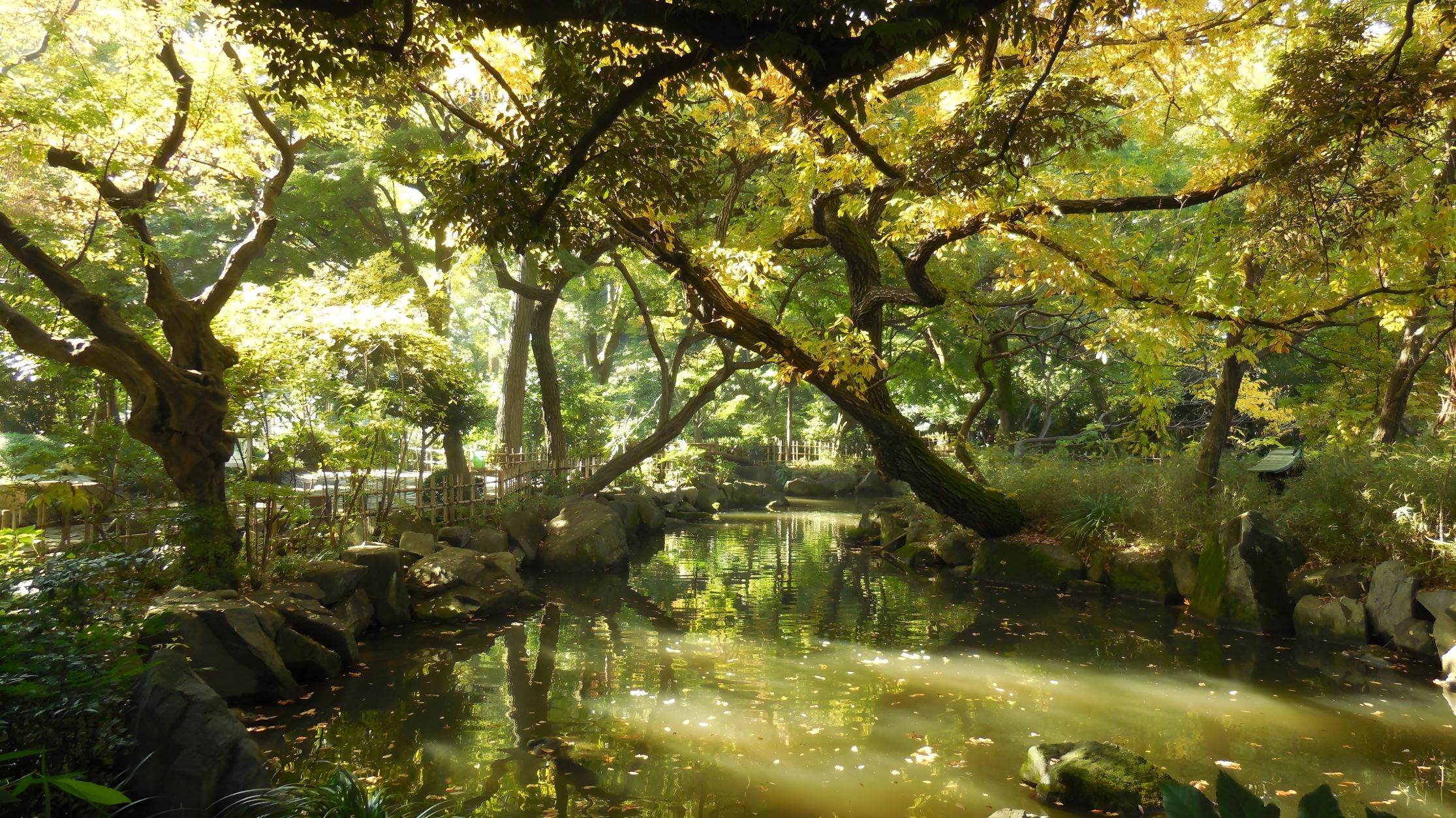
名主(なぬし)の滝

## 文化・スポーツ・芸術

### 博物館・美術館・劇場など
- 飛鳥山博物館
- 荒川知水資料館（amoa、アモア）
- インディペンデントシアターOji
- 王子シネマ（現在は閉鎖）
- お札と切手の博物館 - 王子。
- 紙の博物館 - 飛鳥山。
- 北区ふるさと農家体験館 - 赤羽自然観察公園内施設。
- さくらホール、つつじホール  ※北とぴあ内施設

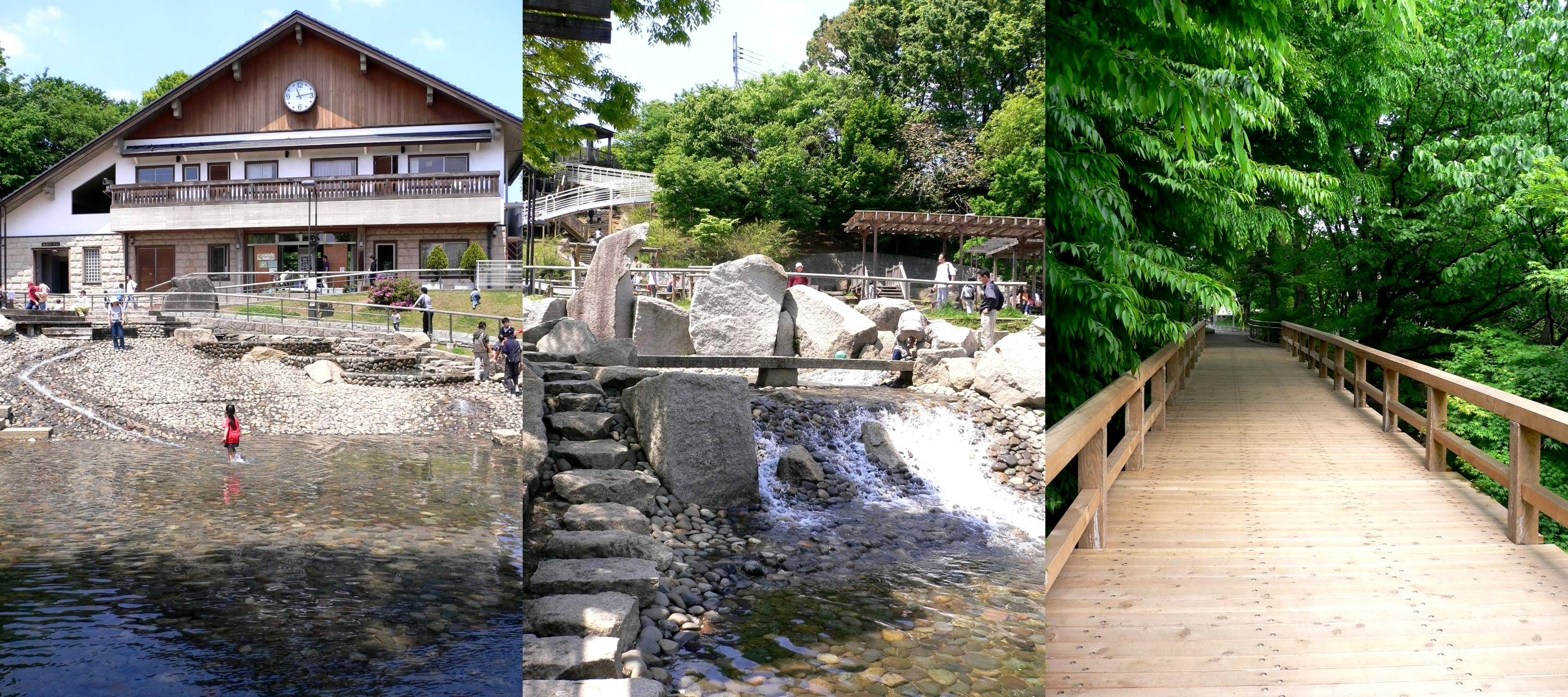
清水坂公園

- シアター・バビロンの流れのほとりにて - 王子。
- 自然ふれあい情報館（清水坂公園内）
- 篠原演芸場 - 中十条。
- 渋沢史料館 - 飛鳥山。
- 旧渋沢家飛鳥山邸 - 日本資本主義の父　渋沢栄一の邸宅跡。重要文化財の晩香廬、青淵文庫が設けられている。
- 田端文士村記念館
- 東京都北区防災センター 地震の科学館 - 西ケ原。
- 東書文庫 - 栄町。東京書籍が運営する教科書図書館。近代化産業遺産。
- pit 北/区域 - 王子。※小劇場

### スポーツ施設
- 赤羽スポーツの森公園競技場 - 赤羽西。
- 国立スポーツ科学センター - 西が丘。
- 国立西が丘サッカー場 - 西が丘。
- ナショナルトレーニングセンター - 西が丘、赤羽西。
- 赤羽ゴルフ場 - 浮間。

### 文化・芸能
- 北区つかこうへい劇団
- 北区民オーケストラ
- 滝野川少年少女合唱団 - 北区内の小中学校の音楽教師により、1954年に創立された合唱団。
- 豊島音頭

## 教育機関

### 大学
- 東洋大学 赤羽台キャンパス
- 東京成徳大学 十条台キャンパス
  - 東京成徳短期大学
- 東京福祉大学 王子キャンパス
- 星美学園短期大学

かつて所在していた大学

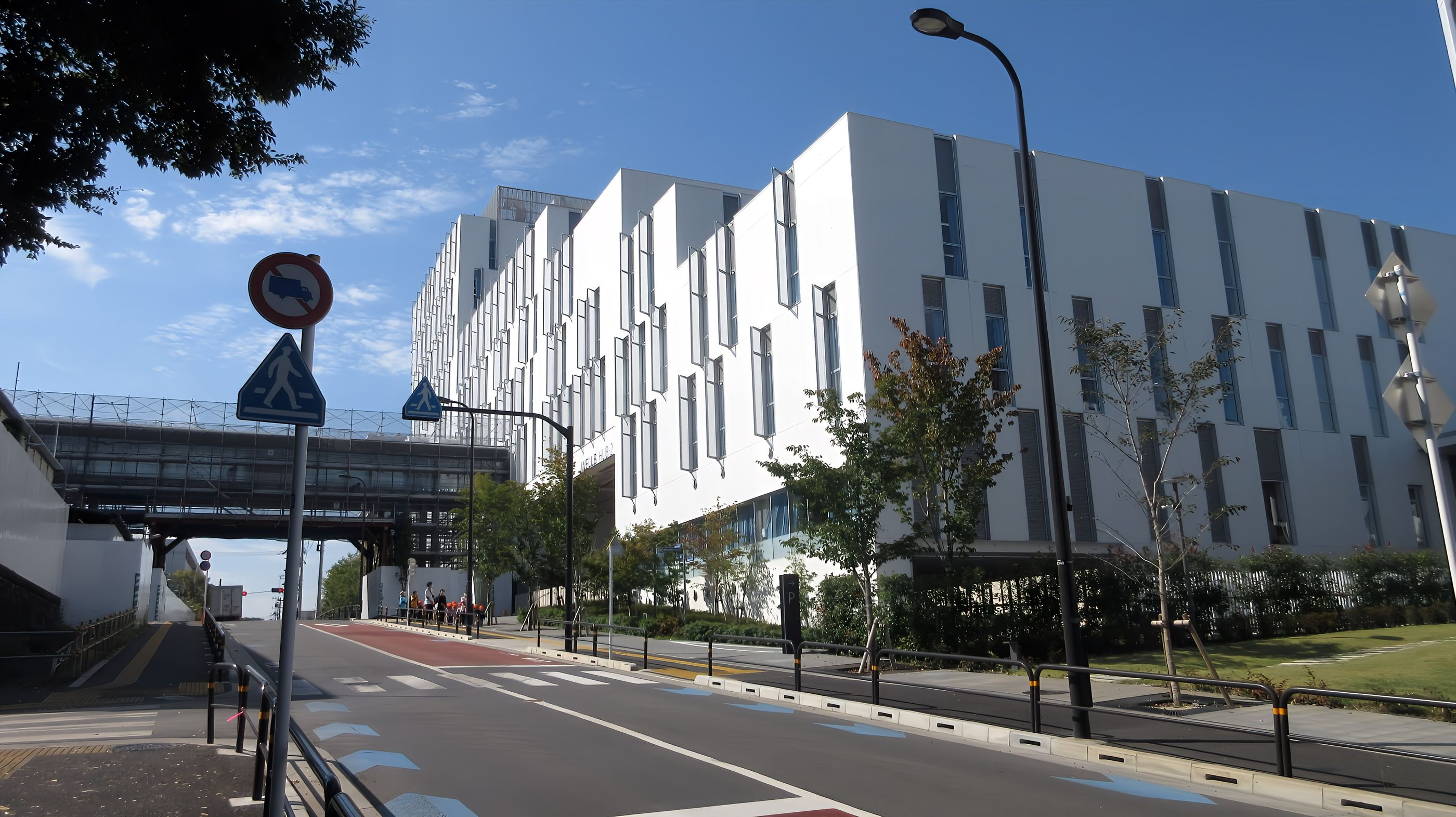
東洋大学赤羽台(隈研吾設計)

- 東京外国語大学 - 西ケ原。2000年に府中市へ転出。
- 東京山林学校 - 西ケ原。明治中期に開校後、駒場へ転出。
- 東京高等蚕糸学校 - 西ケ原。明治中期に開校。東京農工大学工学部の前身。

### 専修学校
- 王子経理専門学校
- コーセー美容専門学校
- 中央工学校
- 中央動物専門学校
- 東京歯科衛生専門学校

かつて所在していた専修学校
- アクト情報スポーツ保育専門学校
- 北区医師会看護高等専修学校

### 外国政府による教育機関
- 東京国際フランス学園（旧都立池袋商業高校跡地）

　フランス海外教育庁が運営。幼児教育科、初等教育科、中等教育科、高等教育科を擁する。
- 東京日仏国際学園

　保育園育科、幼児教育科、初等教育科、中等教育科科を擁する。

### 東京都立高等学校
- 東京都立赤羽北桜高等学校
- 東京都立飛鳥高等学校
- 東京都立王子総合高等学校
- 東京都立桐ケ丘高等学校[17]

かつて存在していた高等学校
- 東京都立池袋商業高校
- 東京都立王子工業高等学校
- 東京都立赤羽商業高等学校

### 北区立の中学校
- 赤羽岩淵中学校
- 飛鳥中学校
- 稲付中学校
- 浮間中学校
- 王子桜中学校
- 神谷中学校
- 桐ヶ丘中学校
- 十条富士見中学校
- 滝野川紅葉中学校
- 田端中学校
- 堀船中学校
- 明桜中学校

かつて存在していた中学校
- 北区立王子中学校
- 北区立桜田中学校
- 北区立豊島中学校
- 北区立十条中学校
- 北区立富士見中学校
- 北区立豊島北中学校
- 北区立清至中学校
- （旧）北区立田端中学校
- 北区立新町中学校
- 北区立赤羽台中学校
- 北区立北中学校
- 北区立赤羽中学校
- 北区立岩淵中学校
- 北区立滝野川中学校
- 北区立紅葉中学校

### 私立の中学校・高等学校
- 安部学院高等学校
- 桜丘中学校・高等学校
- 駿台学園中学校・高等学校
- 順天中学校・高等学校
- 女子聖学院中学校・高等学校
- 聖学院中学校・高等学校
- サレジアン国際学園中学校・高等学校
- 成立学園中学校・高等学校
- 瀧野川女子学園中学校・高等学校
- 東京成徳大学中学校・高等学校
- 東京朝鮮中高級学校
- 武蔵野中学校・高等学校

かつて存在していた学校
- 京北中学校・高等学校
- 京北学園白山高等学校
- 昌平高等学校

- 扶桑女子商業学校

### 北区立の小学校
- 北区立王子小学校
- 北区立王子第一小学校
- 北区立王子第二小学校
- 北区立王子第三小学校
- 北区立王子第五小学校
- 北区立豊川小学校
- 北区立堀船小学校
- 北区立柳田小学校
- 北区立東十条小学校
- 北区立としま若葉小学校
- 北区立赤羽小学校
- 北区立岩淵小学校
- 北区立なでしこ小学校
- 北区立西が丘小学校
- 北区立第四岩淵小学校
- 北区立梅木小学校
- 北区立神谷小学校
- 北区立稲田小学校
- 北区立桐ヶ丘郷小学校
- 北区立袋小学校
- 北区立八幡小学校
- 北区立浮間小学校
- 北区立西浮間小学校
- 北区立赤羽台西小学校
- 北区立滝野川小学校
- 北区立滝野川第二小学校
- 北区立滝野川第三小学校
- 北区立滝野川第四小学校
- 北区立滝野川第五小学校
- 北区立西ケ原小学校
- 北区立谷端小学校
- 北区立田端小学校
- 北区立滝野川もみじ小学校
- 北区立十条小学校

かつて存在していた小学校
- （旧）北区立王子小学校
- 北区立桜田小学校
- 北区立豊島東小学校
- 北区立豊島西小学校
- 北区立北ノ台小学校
- 北区立神谷第二小学校
- 北区立志茂小学校
- 北区立赤羽台東小学校
- 北区立桐ヶ丘小学校
- 北区立桐ヶ丘北小学校
- 北区立北園小学校
- 北区立清水小学校
- 北区立第三岩淵小学校
- 北区立滝野川第一小学校
- 北区立滝野川第七小学校
- 北区立滝野川第六小学校
- 北区立紅葉小学校
- 北区立荒川小学校
- 北区立十条台小学校

### 私立の小学校
- 聖学院小学校
- 星美学園小学校

### 特別支援学校
- 東京都立王子第二特別支援学校
- 東京都立王子特別支援学校
- 東京都立北特別支援学校

### 北区立のこども園
- さくらだこども園

### 北区立の幼稚園
- うめのき幼稚園
- じゅうじょうなかはら幼稚園
- たきさん幼稚園
- ふくろ幼稚園

かつて存在していた幼稚園
- さくらだ幼稚園

### 私立の幼稚園
- あかいとり幼稚園
- 赤羽幼稚園
- 明日香幼稚園
- 飛鳥すみれ幼稚園
- いなり幼稚園
- 桜輪幼稚園
- 樫の木幼稚園
- 石川幼稚園
- 上中里幼稚園
- 木内鳩の家幼稚園
- 北幼稚園
- 光明院幼稚園
- 島田第一幼稚園
- 城北ひまわり幼稚園
- すずらん幼稚園
- 聖学院幼稚園
- 星美学園幼稚園
- 聖母の騎士幼稚園

## 経済・産業

### 工業
北区における工産の発端は、江戸幕府末期に滝野川反射炉が、現在の醸造試験所跡地公園の場所に設営されたこととされている。また、この反射炉（大砲工場）の建設が、北区が明治期より昭和中期に至る時期に軍都となるきっかけになった。この滝野川反射炉への用水の供給を目的に掘削された、王子分水の水力が利用できることから、王子地区に鹿島紡績所、王子製紙が明治初期に開設され、この出来事が昭和中期までに紙業・食品製造業などの消費財生産業が発達する先駆けとなった。

#### 主な事業所
- 紙・印刷・出版流通業関連
  - 奥村印刷 - 栄町
  - 杏林舍 - 西ケ原。出版・印刷
  - 国立印刷局 王子工場、東京工場
  - 大日本印刷 - 赤羽工場、王子工場など。近隣に関連事業所が所在。
  - 宝印刷 浮間工場
  - 竹田印刷 関東事業部 - 上中里
  - 東京書籍 - 堀船
  - 図書印刷 - 東十条
  - 日刊スポーツ印刷社 王子工場 - 堀船
  - 日本出版販売 王子流通センター
  - 日本製紙 - 前身となる十條製紙十條工場が操業されていた事から、関連事業所が現在でも所在。
  - 日本フエルト - 赤羽西
  - 二葉製本 浮間工場、神谷工場、北工場
  - 明治図書出版 - 滝野川
  - 読売新聞東京本社 東京北工場 - 堀船

北区、板橋区、足立区などのエリアには、関連の事業所が集積されている。
- 製造業
  - 亀の子束子西尾商店 - 滝野川
  - 中外製薬 - 浮間（登記上の本店）
  - 中外製薬工業 - 浮間
  - トンボ鉛筆 - 豊島
  - ミヤリサン製薬 - 上中里
- 食品関係
  - あみ印食品工業 - 東田端
  - イトウ製菓 - 田端
  - なとり - 王子
- 鉄道業
  - 東日本旅客鉄道東京支社-東田端
- 化粧品卸業
  - 株式会社PALTAC 東京支社
- 過去に所在した事業所
  - 小山酒造 - 岩淵町、2018年ごろまで東京23区内で唯一残る日本酒の造り酒屋だった　小山酒造が製造していた銘柄「丸眞正宗」などの銘柄は同年3月1日以降、遠縁にあたる埼玉県さいたま市にある小山本家酒造が製造を継続
  - 麒麟麦酒東京工場 - 堀船、1998年閉鎖
  - カルビー - 東十条→赤羽南→赤羽→赤羽南、1972年〜2010年、現在の本社は千代田区丸の内
  - 吉野家 - 赤羽南　中央区日本橋箱崎町のリバーゲートへ2016年移転
  - 雪印乳業 東京工場 - 桐ヶ丘、2002年閉鎖

### 商業

#### 主な商店街・大型商業施設
赤羽地区
- 赤羽一番街商店街
- 赤羽スズラン通り商店街 LaLaガーデン
- アピレ
- ビーンズ赤羽
- イトーヨーカドー 赤羽店
- エキュート赤羽
- ダイエー赤羽店
- イオンスタイル赤羽
- ビビオ
- ニトリ 赤羽店

王子地区
- 王子銀座商店街
- 十条銀座商店街
- 東十条南口通り商店会

滝野川地区
- アトレヴィ田端
- 霜降銀座栄会
- 滝野川さくら通り商栄会

#### 郵便局
- 王子郵便局（00244）
- 東十条郵便局（00051）
- 東十条駅前郵便局（00553）
- 東十条六郵便局（00645）
- 王子三郵便局（00131）
- 王子五郵便局（01337）
- 北豊島三郵便局（00228）
- 北豊島二郵便局（00307）
- 北豊島団地内郵便局（00822）
- 北堀船郵便局（01167）
- 北田端新町郵便局（00302）
- 東田端郵便局（00554）
- 田端郵便局（00396）
- 北田端郵便局（01192）
- 中里郵便局（01385）
- 王子本町郵便局（00892）
- 滝野川六郵便局（00713）
- 滝野川三郵便局（00872）
- 滝野川郵便局（01216）
- 飛鳥山前郵便局（01222）
- 西ヶ原四郵便局（00319）
- 西ヶ原郵便局（01107）
- 十条仲原郵便局（01278）
- 中十条郵便局（00115）
- 上十条四郵便局（00144）
- 上十条郵便局（01196）
- 赤羽郵便局《ゆうちょ銀行赤羽店》（01017）
- 北志茂一郵便局（00132）
- 北志茂郵便局（01321）
- 北神谷郵便局（00170）
- 赤羽二郵便局（00644）
- 赤羽岩淵駅前郵便局（01339）
- 北浮間郵便局（00355）
- 北浮間二郵便局（00598）
- 赤羽北二郵便局（00052）
- 赤羽台郵便局（00441）
- 北桐ケ丘郵便局（00579）
- 赤羽西四郵便局（00024）
- 赤羽西六郵便局（00325）
- 赤羽駅前郵便局（00673）
- 赤羽西二郵便局（01289）

## 住宅団地
- 都営桐ヶ丘団地 - 平成17年最終変更 : 東京都市計画事業（一団地の住宅施設）
- UR赤羽台団地（北区赤羽台、賃貸3373 1962年 一部建替え工事中） 全面建替え）
- 都営稲付二丁目アパート（赤羽南 2-7、1968 - 1969年）
- 都営稲付第2アパート（西が丘 3-1、1968 - 1970年）
- 都営王子アパート（王子本町 2-32、1956 - 1960年）
- 都営王子五丁目アパート（王子 5-17、1969年）
- 都営王子三丁目アパート（王子 3-23、1967 - 1970年）
- 都営王子本町アパート（王子本町 3-2、1965 - 1971年）
- 都営王子本町第2アパート（王子本町 3-8、1967 - 1968年）
- 都営王子六丁目アパート（王子 6-2、1971年）
- 都営桐ケ丘アパート（桐ケ丘 1-22、1957 - 1975年）
- 都営上十条アパート（上十条 1-5、1966年）
- 都営上中里二丁目アパート（上中里 2-13、1970年）
- 都営神谷三丁目アパート（神谷 3-16、1967 - 1969年）
- 都営神谷三丁目第2アパート（神谷 3-13、1968 - 1970年）
- 都営神谷三丁目第3アパート（神谷 3-14、1993 - 1996年）
- 都営神谷町アパート（神谷 2-50、1962 - 1966年）
- 都営神谷二丁目アパート（神谷 2-43、2007年）
- 都営西が丘三丁目アパート（西が丘 3-8、2006年）
- 都営西ケ丘二丁目第2アパート（西が丘 2-17、1976 - 1979年）
- 都営西ケ原一丁目アパート（西ケ原 1-19、1968年）
- URシャレール西ヶ原(旧西ヶ原団地)（西ケ原 1-31 賃貸68 2010年）
- UR赤羽一丁目団地（北区赤羽 市街地住宅 賃貸20 1959年 現存譲渡）
- 都営赤羽西五丁目アパート（赤羽西 5-12、1969 - 1974年）
- 都営赤羽西六丁目アパート（赤羽西 6-3、1973年）
- 都営赤羽北三丁目アパート（赤羽北 3-7、1977 - 1981年）
- 都営赤羽北二丁目第2アパート（赤羽北 2-36、1968年）
- 都営赤羽北二丁目第3アパート（赤羽北 2-31、1992年）
- 都営赤羽北二丁目第4アパート（赤羽北 2-7、2001年）
- UR滝野川団地（北区滝野川 市街地住宅 賃貸25 1959年）
- 都営滝野川三丁目アパート（滝野川 3-65、1968 - 1971年）
- 都営滝野川三丁目第2アパート（滝野川 3-79、1970 - 1971年）
- 都営滝野川二丁目アパート（滝野川 2-30、1966年）
- 都営滝野川二丁目第2アパート（滝野川 2-55、1973 - 1974年）
- 都営中十条第1アパート（中十条 1-1、1966年）
- 都営中十条第2アパート（中十条 1-8、1966年）
- 都営田端新町一丁目アパート（田端新町 1-15、1967 - 1969年）
- 都営浮間一丁目アパート（浮間 1-1、1967年）
- 都営浮間一丁目第2アパート（浮間 1-5、1976 - 1981年）
- 都営浮間一丁目第3アパート（浮間 1-15、1989年）
- 都営浮間三丁目アパート（浮間 3-4、1967 - 1969年）
- 都営浮間三丁目第2アパート（浮間 3-1、1968 - 1969年）
- 都営浮間三丁目第5アパート（浮間 3-1、1994年）
- 都営浮間二丁目アパート（浮間 2-26、1980年）
- 都営豊島三丁目アパート（豊島 3-11、1970 - 1971年）
- UR豊島五丁目団地
- 都営豊島七丁目アパート（豊島 7-7、1970年）
- UR豊島八丁目団地
- 都営北栄町アパート（栄町 24-13、1969年）
- 都営北栄町第2アパート（栄町 7-12、1970年）
- 都営堀船三丁目アパート（堀船 3-16、1967 - 1978年）
- 都営堀船三丁目第2アパート（堀船 3-1、1967年）
- 都営堀船四丁目アパート（堀船 4-4、1967年）
- 都営堀船二丁目アパート（堀船 2-24、1968年）
- 都営堀船二丁目第2アパート（堀船 2-25、1969年）

## ゆかりの作品

### 小説
- 浅見光彦シリーズ - 内田康夫の推理小説。主人公の浅見光彦が西ケ原の出身・在住という設定。
- 剣客商売 〜狐雨〜 - 池波正太郎による時代小説。王子界隈で物語が展開。お狐民話のエピソードが記されている。

### 漫画
- 東京都北区赤羽 - 赤羽を舞台にする清野とおるによるエッセイ漫画。

### 落語
- 王子の狐 - 初代三遊亭圓右が上方噺の「高倉狐」を江戸の王子に噺の舞台を移した作品。

### 映画・テレビ
- 喜劇 駅前開運 - 映画。1968年/監督：豊田四郎/主演；森繁久彌　赤羽駅周辺の商店街を舞台としたコメディ。1960年代後期の街並みが映像に記録されている。
- もう一度君に、プロポーズ - テレビドラマ。2012年/主演の和久井映見が演じる宮本可南子の勤務先が北区立中央図書館に設定されており、物語の舞台となっている。
- よろず占い処 陰陽屋へようこそ - 北区にある王子稲荷神社が主な舞台となっている。
- おかしな刑事 - 作品中に登場する架空の施設名などは北区の地名であり、実際に一部のカットは北区内で撮影が行われている。
- 天気の子 - 本作のヒロイン、天野陽菜がJR田端駅周辺の高台のアパートにて弟（凪）と二人で暮らしている。特に田端駅南口を出ると始まる上り坂は映画の重要なシーンの舞台となっている。

## 著名な出身者・ゆかりのある人物

### 著名な出身者

#### 政治・行政・産業・経済
- 石川一郎 - 日産化学工業元社長、初代経団連会長
- 石川六郎 - 西ケ原。鹿島会長、日本商工会議所会頭。
- 音喜多駿 - 王子。政治家。
- 國弘正雄 - 元日本社会党参議院議員、文化人類学者、同時通訳者、ニュースキャスター。
- 高橋高望 - 岩渕町。政治家。
- 成田修造 - 元クラウドワークス取締役兼CINO。兄は成田悠輔
- 藤山愛一郎 - 政治家・実業家。元外務大臣・経済企画庁長官。元日本航空会長。
- 前田裕二 - SHOWROOM社長。
- 渡辺滉 - 赤羽。元三和銀行頭取、元経済同友会副代表幹事。
- 吉田一郎 - さいたま市議会議員
- 吉田雄人 - 元神奈川県横須賀市長

#### 文化・芸術・科学
- 芥川也寸志 - 田端。作曲家、指揮者。
- 安部公房 - 西ケ原。小説家、劇作家、演出家。
- 石井茂吉 - 堀船町。写真植字機の共同発明者。写研の設立者。
- 稲岡耕二 - 滝野川。国文学者。
- 井原高忠 - 王子。テレビディレクター、プロデューサー、演出家。
- 内田康夫 - 作家。北区西ケ原生まれ。北区アンバサダー（1996年（平成8年）就任）。
- 上野英雄 - 王子。独語学者。
- 大川慶次郎 - 王子。競馬評論家。
- 小田嶋隆 - 赤羽。コラムニスト、テクニカルライター。
- 北洋 - 王子。作家、物理学者。
- 五箇公貴 - 映像プロデューサー
- 五社英雄 - 西ケ原。映画監督。
- 高橋英夫 - 滝野川出身。文芸評論家。
- 津田大介 - ジャーナリスト。
- 中井英夫 - 田端。小説家、詩人。
- 永島慎二 - 漫画家。
- 中平康 - 滝野川。映画監督。
- 西村博之 - 桐ヶ丘[18]（出生は神奈川県[19]）。2ちゃんねる開設者。
- 沼田識史 - 現代美術家。
- 羽田健太郎 - 作曲家、編曲家、ピアニスト。
- 長谷部勇一 - 豊島。経済学者。第15代横浜国立大学学長。
- 花くまゆうさく - イラストレーター、漫画家。
- 林正明 - 映画監督、脚本家。
- 福田和也 - 田端。文芸評論家。
- 藤水名子 - 小説家。
- 堀越孝一 - 滝野川出身。西洋史学者。
- 宮田親平 - 医学・科学ジャーナリスト。
- やなせたかし - 西ケ原。漫画家・絵本作家・イラストレーター・歌手・詩人。
- 矢野利裕 - 批評家・ライター。
- 山田昌弘 - 社会学者、中央大学文学部教授。
- ジャンクハンター吉田（吉田武）
- 米田利昭 - 滝野川。歌人、日本文学研究者。
- ルミナックス - AV監督。
- 成田悠輔 - 経済学者。
- KOHH - ラッパー。

#### 芸能・放送
- 愛原実花 - 元宝塚歌劇団雪組トップ娘役
- 芥川比呂志 - 田端。俳優、演出家。
- 芦川いづみ - 田端。女優。
- 麻生美代子 - 田端。声優、女優。
- 荒川務 - 王子。歌手、ミュージカル俳優。
- 池田美優 - 神谷。ファッションモデル、タレント。（出生は静岡県引佐郡細江町（現・浜松市浜名区））
- イジリー岡田 - タレント。
- 乾貴美子 - タレント、女優。
- 江口洋介 - 西ヶ原。俳優。
- 丘みつ子 - 王子。女優、陶芸家。
- オリエ津阪 - 王子区。女優。松竹少女歌劇男役スター。
- 桂三木助 (4代目) - 田端。落語家。
- 北村燦來 - 女優。
- KEIGO（林圭吾） - FLOWのボーカル
- 草薙幸二郎 - 王子区。俳優。
- 小池清 - 滝野川区。元毎日放送アナウンサー。
- 小池春枝 - 滝野川。女優。
- 児玉清 - 滝野川区。俳優。
- 斎藤清六 - 俳優、コメディアン。
- 酒井宏之 - 元ラグビー選手、俳優。
- 酒井蘭 - アイドル。
- 貴家堂子 - 王子。声優
- さとなかほがらか - お笑い芸人
- 春風亭小朝 - 落語家。
- 曾我泰久 - 赤羽出身。シンガーソングライター、ミュージカル俳優。
- 多田慎也 - シンガーソングライター。
- 立川志遊 - 赤羽。落語家。
- 中丸雄一 - タレント、元KAT-TUN
- 夏八木勲 - 俳優。
- 倍賞千恵子 - 女優、歌手。北区立滝野川第六小学校、北区立紅葉中学校出身。北区アンバサダー（2006年（平成18年）就任）。
- 林原めぐみ - 滝野川。声優、歌手。
- 左とん平 - 王子区。俳優。
- 深田恭子 - 王子。女優、歌手。
- 福永俊介 - 札幌テレビ放送アナウンサー。
- 古舘伊知郎 - 滝野川。ニュースキャスター、司会者。元テレビ朝日アナウンサー。
- 細井学 - 俳優。
- 堀内貴司 - コンマニセンチ
- 松方弘樹 - 赤羽台。俳優、タレント。
- 水森かおり - 歌手。北区アンバサダー（2008年（平成20年）就任）。
- 南美希子 - フリーアナウンサー/元テレビ朝日のアナウンサー。
- 宮本浩次、石森敏行、冨永義之 - ミュージシャン。ロックバンド「エレファントカシマシ」のメンバー。
- やまがたすみこ - シンガーソングライター。
- 山本紗衣 - ミュージカル女優
- 吉井和哉 - ミュージシャン。ロックバンド「THE YELLOW MONKEY」のボーカル。
- 吉田雅英 - 北海道文化放送（UHB）アナウンサー。
- 渡辺晋 - 芸能プロモーター、ベーシスト、渡辺プロダクション創業者。
- 渡辺やよい - 女優。

#### スポーツ
- 樋口豊 - 東十条。フィギュアスケート選手。
- 根本康広 - 中央競馬元騎手、調教師。第54回東京優駿（日本ダービー）優勝騎手。
- 佐藤亮 - サッカー選手。
- 中村航輔 - サッカー選手。日本代表経験者。
- 長谷川涼香 - 競泳（バタフライ）選手。リオデジャネイロオリンピック日本代表。
- 小川仁士 - 車いすラグビー選手。車いすラグビー日本代表。
- 小林敦司 - 元プロ野球選手、パティシエ
- 常幸龍貴之 - 元大相撲力士。
- しのせ愛梨紗 - プロレスラー。
- 上田春佳 - 元競泳選手。ロンドンオリンピック400mメドレーリレー銅メダリスト。

### ゆかりのある人物

#### 政治・行政
- 小渕恵三 - 政治家。内閣総理大臣（第84代）。1950年前後より2000年まで王子本町に東京の居を構えていた。
- 川島浪速 - 大陸浪人、満蒙独立運動（中国語版）家。大正期から昭和初期に赤羽・十条付近に居住。川島芳子の養父。
- 川島芳子 - 清朝の皇族粛親王の第十四王女。1915年に来日し、赤羽・十条付近で子供時代を過ごす。
- 陸奥宗光 - 幕末から明治時代の武士、政治家、外交官。西ケ原に居住。

#### 産業・経済
- 鹿島万平 - 1872年（明治5年）、滝野川に日本最初の民間紡績所である鹿島紡績所を創業[20]。
- 古河市兵衛 - 古河財閥の創業者。
- 小林孝三郎 - 王子にてコーセーを創業。
- 渋沢栄一 - 官僚、実業家。王子製紙の創業者の一人。明治後期〜昭和初期、飛鳥山に居住。
- 駒崎弘樹 - 認定NPO法人フローレンス創業者。北区赤羽に在住。
- 松野礀 - 林学者。林学教育者。東京山林学校の初代校長。西ケ原に山林局樹木試験場を設置した。
- 藤原銀次郎 - 王子製紙の元社長、政治家。

#### 文化・芸術・科学
- 芥川龍之介 - 小説家。大正初期〜昭和初期、田端に居住。
- 井崎脩五郎 - 競馬評論家、豊島に居住。
- 沖中重雄 - 内科学者。王子に幼少期に居住。
- 川口松太郎 - 小説家・劇作家・演出家　昭和初期、田端に居住。
- 北村西望　彫刻家。大正初期から昭和中期に居住。北区の名誉区民第1号。
- 北村治禧　彫刻家。
- 弦哲也 - 作曲家。北区在住。北区アンバサダー。
- 清野とおる - マンガ家。赤羽在住。
- 実相寺昭雄 - 滝野川に幼少期に居住。映画監督、演出家。
- 田河水泡 - 漫画家・前衛美術家。昭和初期、田端に居住。
- 多紀元孝
- 多紀元堅 - 江戸幕府将軍奥医師。丹波康頼の末裔で多紀家は世襲の将軍奥医師、法印。幕府医学館総裁を務める。
- 多紀元簡
- つかこうへい - 作家・演出家。1994年（平成6年）から「北区つかこうへい劇団」を主宰。北区アンバサダー。
- ドナルド・キーン - 日本文学者。ニューヨーク生まれ。北区西ケ原に在住して30年以上。コロンビア大学名誉教授。東京外国語大学など8つの大学の名誉博士。北区アンバサダー。
- 野間清治 - 講談社創業者。赤羽西の現北区立稲付公園の場所に別邸を構えていた。
- 松江哲明 - 映画監督。
- 原ゆたか - 児童文学作家、絵本作家、イラストレーター。小学生時代、赤羽台に居住。
- 平塚らいてう - 社会運動家・評論家。大正後期、田端に居住。
- 本多まつ江 - 教師、司法保護司、教誨師。川島芳子の家庭教師として、大正期に赤羽の川島家に同居。
- 光瀬龍 - SF作家。1962年より赤羽台の居住。
- 横尾和博 - 文芸評論家・作家・報道番組構成家。赤羽・志茂地区の居住。

#### 芸能・放送
- Nゼロ - 赤羽を拠点とするローカルアイドルグループ。
- 大原麗子 - 女優。幼少時母の実家である赤羽に居住。
- 小川知子 - 歌手、女優。王子に居住。羽田健太郎は王子小学校の同級生。
- 宍戸錠 - 俳優。滝野川に幼少時に居住。
- 宝田明 - 俳優。個人事務所「宝田企画」を設け豊島に居住。
- 武田久美子 - 女優。田端に幼少時に居住。
- 高井正憲 - 元テレビ朝日アナウンサー。新潟県見附市生まれ。旧東京都立城北高校卒業。
- 林家パー子 - 落語家。元ミス赤羽小町。
- 林家ペー - 落語家。
- 山内賢 - 俳優。北区立滝野川第四小学校、北区立新町中学校卒業。